# ドコモUIMカード
ドコモUIMカード（ドコモユーアイエムカード）は、NTTドコモの第3世代移動通信システムサービス『FOMA』と第3.9世代移動通信システムサービス『Xi』で使われているSIMカード（UIMカード）の一種。バージョン3（白色）以前の名称はFOMAカード（フォーマカード）であった。

## 概要
ドコモUIMカードは、電話番号情報が記録されているICカードである。
電話帳、ショートメール (SMS)、ユーザー証明書 (FirstPass) を保存することもできる。
FOMA・Xiでは、ドコモUIMカードを差し替えることで、別の携帯電話機でも自分の電話番号で利用することができる。
よって、いわゆる「機種変更」（FOMA→FOMA、Xi→Xiの場合は「買増」、FOMA→Xiの場合は「契約変更を伴う買増」というのが正確）を行う場合でも、旧来のmova端末のように使用中の機種をショップに預けて手続きしてもらう必要はなく、単に新しい機種を購入して自分でドコモUIMカードを差し替えるだけでよい。
また、古い機種も手元に置いておけば、必要に応じてドコモUIMカードを差し替えて使い分けることも可能である。
このことにより、FOMA、Xiには「機種変更」という手続きは存在せず、新機種への切り替えは「端末買増」などと表現される（ただし、一般ユーザーに分かりづらいことから、ソフトバンクモバイルとイー・モバイルを除き、機種変更、auの場合は正式に「端末増設」とアナウンスするショップもある）。
同様に、中古でFOMA端末、Xi端末を入手したり、友人から譲り受けたりした場合でも、基本的には手続きを行わずにドコモUIMカードを差し替えるだけで使用可能であるが、UIMカード上のICチップ位置によっては不可能な場合がある。これはICチップ内の情報内容の互換性の問題ではなく、単に旧ロゴのUIMカードの多くは中心からずれた位置にチップが存在するが、新ロゴUIMカードでは中央にチップ位置が変更されたことによるもので、カード取り付け時に電極位置が合わないためこのようなことが起こる。
海外などで通信方式の違う国際ローミングの場合でも、対応電話機へドコモUIMカードを入れ換える（チップローミング、プラスチックローミング）ことで利用できる。
なお、N2102V、F2102V、900iシリーズ以降は、iアプリや着信メロディや着うたや待ち受け画像等はダウンロード時と異なる電話番号のFOMAカードでは使用できないロックが掛けられている。
また、P901iTV以外では、TV視聴目的による短期解約を抑止するためにFOMAカードが抜かれた状態ではワンセグを起動できない仕様となっていたが、2008年冬の新シリーズ以降は割賦販売が定着したことから制限が解除されている。
また、ドコモUIMカードを紛失・破損・盗難などにより再発行した場合も、同様に過去にダウンロードしたコンテンツは使用不可能となるが、認識不良などが頻発するなどの経年劣化・自然故障にあたるような不具合による交換の場合はカードの固有情報をドコモショップにて移行することが可能な状態であればコンテンツは引き続き利用可能である。また、自然故障と見なされる場合は再発行手数料はかからない（通常は破損による交換および紛失による滅損復旧は、再発行手数料として税抜2,000円がかかる）。
ただし、破損・紛失以外による交換の場合、公式サイト上のコンテンツの紐付けは上記のように維持されるが、主に公式サイト外に存在するドコモUIMカード（FOMAカード）の製造番号によるユーザー認証を行っているSNSサイトなどでは、ユーザー情報との関連付けが出来なくなることがある。
なお、バージョン3（白色）からは電話番号の書き込みがOTA (Over The Air) による無線書込が可能である。ただしドコモショップ等顧客情報端末 (ALADIN) や量販店等簡易端末 (RAPID) 設置店ではOTA書込みは行わず、ドコモUIMカードライタを使用して電話番号の書込みを行う。
またバージョン3からはFOMAカードライタ用とOTA専用バージョンがあり、OTA専用バージョンはパッケージにFOMAカード AX03 (OTA) のようにOTA表示、プラスチックカードの台紙裏面に「912345678-東北 開通期限 2011/7/15」「FOMAカード AX03 (OTA)」と表示されている。この「912345678」は新規申込時、MNPによる同番契約をしない場合の付与される電話番号を表示している。
- 例 : 「912345678」=「090-1234-5678」/「898765432」=「080-9876-5432」であり、最初の9または8または7は090/080/070の識別、残りの8桁は電話番号の下8桁に相当する。

2010年12月1日より日本通信がドコモの回線を借りたMVNOサービスとして『b-micro SIM』のサービスが開始され、FOMAカード名称では唯一のmicroSIM形状である『mini FOMA カード AX03m』が提供開始されている。
これはSIMフリー版iPadを想定したMVNOものであり、当時はmicroSIM形状を採用するドコモ機種はない為、実際にMVNO以外でドコモからの払い出しは無かったと思われる。（ドコモでmicroSIM形状を初採用したSH-13Cが発売されたのは翌年2011年8月であり、その頃には後述する『ドコモminiUIMカード』に切り替わっている為）
2010年12月以降のXiサービス開始以降は、NTTドコモ公式サイト上にて「ドコモUIMカード（FOMAカード）」と案内され、バージョン4のドコモUIMカードが提供開始されている。
2011年4月1日からは、microSIM形状の『ドコモminiUIMカード』が、2012年11月1日からは、nanoSIM形状の『ドコモnanoUIMカード』が提供されている。『ドコモnanoUIMカード』は、当初はSIMフリー版のiPhone 5のみに対応しており、またXi (LTE) 通信は不可能であったが、iPhone 5sがドコモから発売開始されるに当たり、ドコモで購入し専用パケット通信プランに加入したiPhoneに限り、Xi通信が可能になった。
2012年12月1日よりSIMカードの形状変更に伴うカード発行手数料は3,150円（税込）から2,100円（税込）と値下げ（2014年4月1日からは税込2,160円）されたが、従来の1年（12か月）に1回のカード発行手数料無料制度が廃止となった。
2015年12月から、従来はドコモUIMカード（FOMAカード）そのものが使用されていたMVNOサービスにおいて、MVNO用の無地白色（以下バージョン3との混同を防ぐため無地表記）のカードが登場している。中身はバージョン5に準じるが、カードには『DoCoMo』『docomo』の表記が一切ない。
2016年5月のGalaxy S7 edge SC-02H発売時期より、バージョン5のマイナーチェンジ版と思われる<A>版（以下バージョン5<A>表記）が登場している。これにより登録作業が従来のFAXではなく他社と同じタブレット式に変更になり、SIMに番号を書き込む作業として電話機本体を使用した無線書き込み（OTA）が開始されている。
2017年5月25日に提供開始されたdtab Compact d-01Jより、日本の携帯キャリアとして始めて、eSIMがコンシューマ機種に提供された。
2021年3月26日にスタートしたAhamoブランドに対し、『ahamoUIMカード』の提供が開始された。サービス契約申込書には『ご利用ドコモUIMカード』に登録しており、従来のドコモUIMカードを名称変更したのみと思われる。

## 製造元
- 大日本印刷（製造番号の先頭2桁がDN。）
  - DN01～DN04までは金属端子形状が同じであったが、DN05/DN05mではTS05/TS05mに近い金属端子形状に変更になっており、更にDN05nは異なる金属端子形状を採用している。
  - DN06では若干の違いはあれど、AX05と同様にSIMサイズを問わず同じ金属端子形状に統一化された。（DN05nの金属端子形状へ統一）
- 日本ジェムプラス（製造番号の先頭2桁がGEで、金属端子全体が樽のような形状をしている）
  - GE01では端子部分に『GEMPLUS』と刻印が入っている。
  - GE02の途中から金属端子部分の形状が変更されている。またGE02後期とGE03では製造番号の刻印が無いものもある。
  - GE03は旧ドコモロゴ版のみとなっている。このため、地域会社統合後の発行となる新ロゴのAX03が出るまでは、旧ロゴのAX03同様に在庫を吐き出していた。
- ジェムアルト（製造番号の先頭2桁がAXで、金属端子の中央が骨盤のような形状をしている。バージョン2より）
  - 以前の名称はアクサルト。アクサルト日本法人と日本ジェムプラスが合併したため、AX03の製造元も新ロゴに変更された後に旧ロゴ分の在庫処分を経て、ジェムアルト名に変更された。
  - AX05より金属端子の列数がAX04までの4列から3列に変更になっており、若干の違いはあれどSIMサイズを問わず金属端子形状が統一化された。
- ギーゼッケ アンド デブリエント（製造番号の先頭2桁がGDで、DNの3列版と言ったデザイン。バージョン4より）
  - GD04nでは自社の金属端子形状だが、GD05nでは東芝の金属端子形状に酷似している。（但しSIMを切り取る部分が微妙に異なる。）
- 東芝（製造番号の先頭2桁がTSで、端子全体が正方形で曲線の筋が入っている。バージョン4より）

バージョン4から殆どの製造番号の末尾が0になっている様子。

## 製造番号とICCID
docomoから提供されるUIMカード（ドコモUIMカード・ahamoUIMカード・FOMAカード）には、auやSoftBankが提供するSIMカードにある19桁のICCIDの記載がなく、代わりに2桁の英字＋13桁の数字の合計15桁の製造番号が記載されている。
しかし、実際にはICCIDも付与されており、SIMのサイズを問わず、以下の法則となっている。
【例】製造番号：DN05035ABCDEFGH
ICCID：89811000035ABCDEFGx
区分：89/81/100/00/3/5/ABCDEFG/x
89　：産業識別　（89：電気通信）
81　：国番号　（81：日本）
100　：事業者番号　（100：docomo）
00　：製造元　（00：DN　01：GE　02：AX　03：??　04：TS　05：GD）※GEは前期・後期共に02、DN/AXは新旧ロゴ版での違いなし。
3　：バージョン（0：第1世代（青）～第3世代（白）　1：第3世代（AX03m）　2：第4世代（赤）　3：第5世代（ピンク）　4：第5世代（ピンク5<A>・MVNO用無地）　5：第6世代（水・MVNO用無地））　6：ahamo第1世代（青/白）　※製造番号6桁目
5　：第4世代よりSIMサイズ　※製造番号7桁目
　【赤・ピンク】1/2：標準　3/4/0：micro（0はピンクのみ）　5/6/7：nano
　【ピンク5<A>】1：nano
　【MVNO用Ver5】4：標準　5：micro　6：nano
　【水】2：micro　4/5：nano
　【MVNO用Ver6】6：標準　7：micro　8：nano　9：マルチカット
ABCDEFG　：製造番号8桁目～14桁目
x　：製造番号15桁目の真値（SIM表記と殆ど異なっている）

## カードのバージョン
ドコモ公式Webサイトではバージョン〇ではなく『Ver.〇』の表記であり、ここでもそれに倣うものとする。

### FOMAカード
青色カード（Ver.1）
初期のFOMAカード。製造番号の4桁目が1番。
一部を除き、2009年冬モデル以降（世代を表す末尾のアルファベットが「B」以降）の端末では利用できない。
DN01とGE01がある。
緑色カード（Ver.2）
2代目のFOMAカード。製造番号の4桁目が2番。
PDCデュアルモード (N2701)、FirstPassとアウトローミング (WORLD WING) に対応した。
この頃からパッケージサイズが変更になり、以降は変更後のサイズが用いられている。
DN02とGE02（端子仕様が初期型と後期型で異なる）とAX02がある。
白色カード（Ver.3）
3代目のFOMAカード。製造番号の4桁目が3番。
OTA（通信回線を使い、データを書き換える機能）に対応した。
このタイプは、旧ロゴマーク (DoCoMo) と新ロゴマーク (docomo) の物が混在している。旧ロゴ版はDN03とGE03とAX03の3つがあるが、新ロゴ版はDN03とAX03の2つのみ。
FOMAカード名称では唯一のmicroSIM形状である『mini FOMA カード AX03m』が提供されているが、前述の理由よりドコモからの払い出しは無く、実質MVNO専用であった。

### ドコモUIMカード
赤色カード（Ver.4）
名称をドコモUIMカードに変更。製造番号の4桁目が4番。
Xi、5G（nanoUIMカード）に対応し、Xi・FOMAの両対応端末用だが、FOMA単独の端末でも利用可能。
製造元にTS系・GD系が追加となった。
microSIM形状のドコモminiUIMカードと、nanoSIM形状のドコモnanoUIMカードも用意されている。
カードの台紙部分のデザインは白地に赤い水玉。
microタイプはXX04m、nanoタイプはXX04nのように、形状を表す小文字のアルファベット1文字がつく。
ピンク色カード（Ver.5）
製造番号の4桁目が5番。
赤色カードの機能に加え、NFC（FeliCa搭載）対応端末のTypeA／B方式サービスに対応。2013年2月25日より提供を開始。
バージョン4と同じく、microSIM形状とnanoSIM形状も用意されている。
カードの台紙部分のデザインは白地にピンク色の水玉。
無地白色カード（Ver.5<A>）
製造番号の4桁目が5番だが、6桁目が4に変更されている為、実質はバージョン5と同じ機能を持つと思われる。
MVNO用のカードと思われ、それまで必ず印刷されている『DoCoMo』『docomo』のロゴが一切ない。
当初はDN系のみであったが、後にAX系が登場している。
バージョン5との違いとして、従来の[製造元][世代][サイズ]の後ろに(V)が付くようになった。例：DN05n(V)
またAX系のみSIM裏の製造番号の刻印が従来の3段から4段になり、最下段にはアルファベットAが刻印されている。
ピンク色カード<A>版（Ver.5<A>）
製造番号の4桁目が5番だが、6桁目が4に変更されている為、無地白色カードと同じバージョン5がベースと思われる。
バージョンを変えずに6桁目のみが変更されているため、ドコモ純正回線用とMVNO回線用で統一化したと思われる。
登録作業が従来のFAXからタブレット方式へ変更になり、携帯電話本体での無線書き込み（OTA）に対応したバージョンと思われる。
パッケージの表紙右下に<A>が付与されている。（例『ドコモnanoUIMカード AX05n <A>』）
また現在確認されているAX系のみSIM裏の製造番号の刻印が従来の3段から4段になり、最下段にはアルファベットAが刻印されている。デザインは無地白色と同じだが、docomoロゴが付与されている。
バージョン4から5までのICCIDの定義から外れ、無地白色カードの定義に似ているため、定義が見直された様子。
水色カード（Ver.6）
製造番号の4桁目が6番。6桁目が5。
ドコモ公式Webサイト内の『ドコモUIMカードについて』のページで初登場し、当初は『ライトブルー』表記だったが、後日『水色』と変更になっている。
バージョン5系まで存在していた紙製パッケージが廃止され、カードスリーブに変更になった。
それまでnanoSIMでは両面に着色が施されてなく、カードの素の色であったが、金属端子面のプラスチック部分に水色の着色が入るようになった。
ドコモUIMカード材質一覧によるとバージョン6から東芝（TS）が消滅しており、東芝による供給が終了した様子。
2020年後半よりAX06nに対し『AX061』から始まるカードが払い出されている。5桁目が1になるのはドコモUIMカード初であり、番号枯渇によるものと思われる。
無地白色カード（Ver.6）
製造番号の4桁目が6番。6桁目が5となり、Ver.5<A>と同じようにdocomo純正回線用とMVNO回線用で統一されている。
無地白色カード（Ver.5<A>）同様にMVNO用のカードの為かdocomoロゴが一切なく、AX06m(V)と言うように(V)が付与されている。
無地白色カード（Ver.5<A>）のAX系で付与されていた最下段のAが消えている。
このバージョンよりdocomo純正回線用の水色カードにはなかった、標準・micro・nanoの3サイズのマルチカットに対応したAX06c(V)カードが登場している。
Ver.7（グリーン）
2022年4月18日に提供開始された。新サービスに対応するための機能追加を行っている。SIMオペレーター名が「docomo」に変更された。

### ahamoUIMカード
青/白色カード（Ver.1）
ahamoブランド開始に伴い『ahamoUIMカード』として払い出しが開始された。
UIMカードの名称は変更になっているが、ドコモUIMカードとして登録されており、製造番号の4桁目が6番だが、6桁目が6に変更されている為、実質はバージョン6と同じ機能を持つと思われる。
カードデザインはバージョン6の水色ではなく青色であり、カード端子面とカード取り出し口周辺のみ着色されている。
バージョン6同様にカードスリーブに入っている。
ahamo公式サイトによると、ahamoUIMカードはnanoサイズのみの取り扱いとなる。

### eSIMカード
ネイビー色カード/ブルー色カード（Ver.1）
ドコモ内『eSIMプラットフォーム』にて開発され、日本の携帯キャリアとして始めてeSIM（Embedded SIM）をコンシューマ機種に採用し、第一弾機種としてdtab Compact d-01Jが2017年5月25日に提供開始された。
通常は電話番号や契約者情報と言った通信に必要な情報をキャリアや販売店でSIMに書き込みを行い、端末への装着をもって利用者に渡されるが、eSIMでは予め商品にeSIMを装着しておき、利用開始時にこれら必要な情報がネットワーク経由でSIMに書き込まれ、SIMの着脱をせずに即座に利用開始出来るとしている。
その利便性の反面、ドコモ公式WebサイトではドコモeSIMカードを対応機種以外に差し換えて利用することは保証の対象外となるとしている。

## カードの外観一覧

Ver.1 青色カード
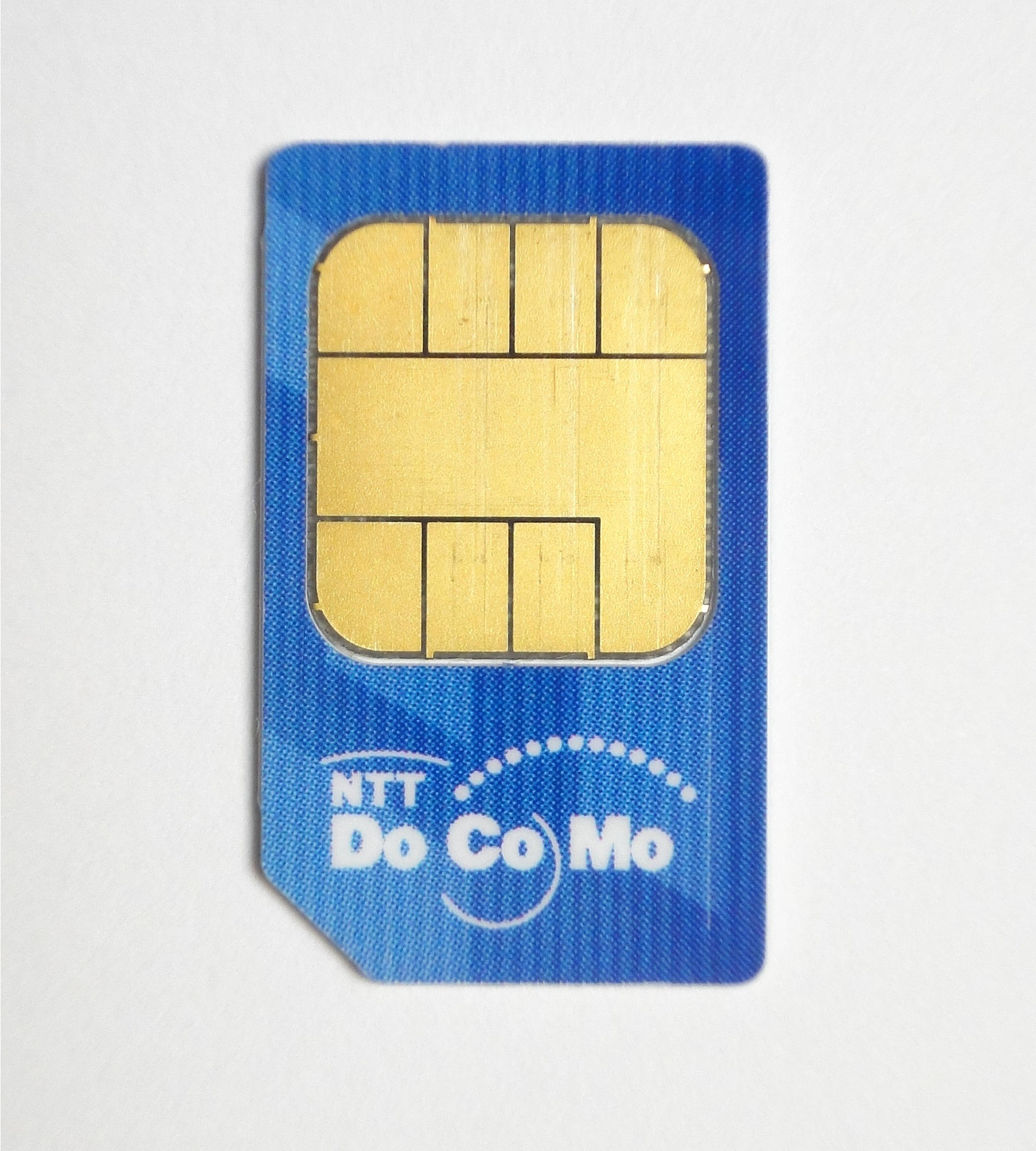
FOMAカード DN01

Ver.2 緑色カード
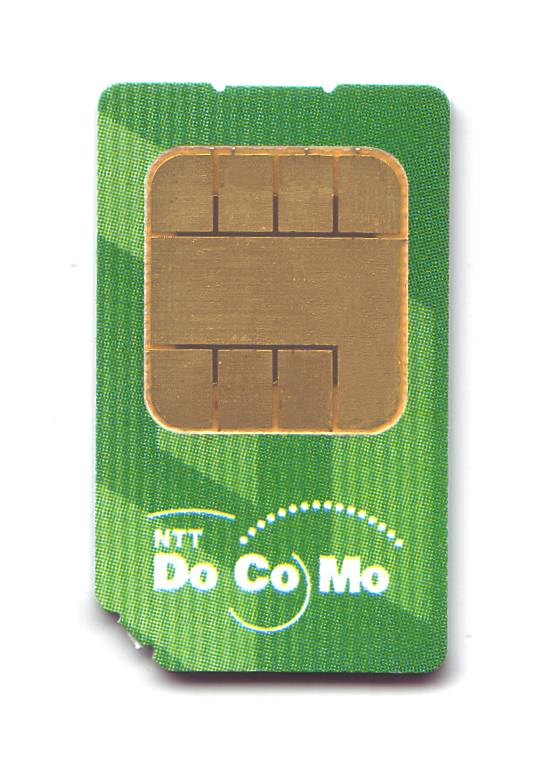
FOMAカード DN02
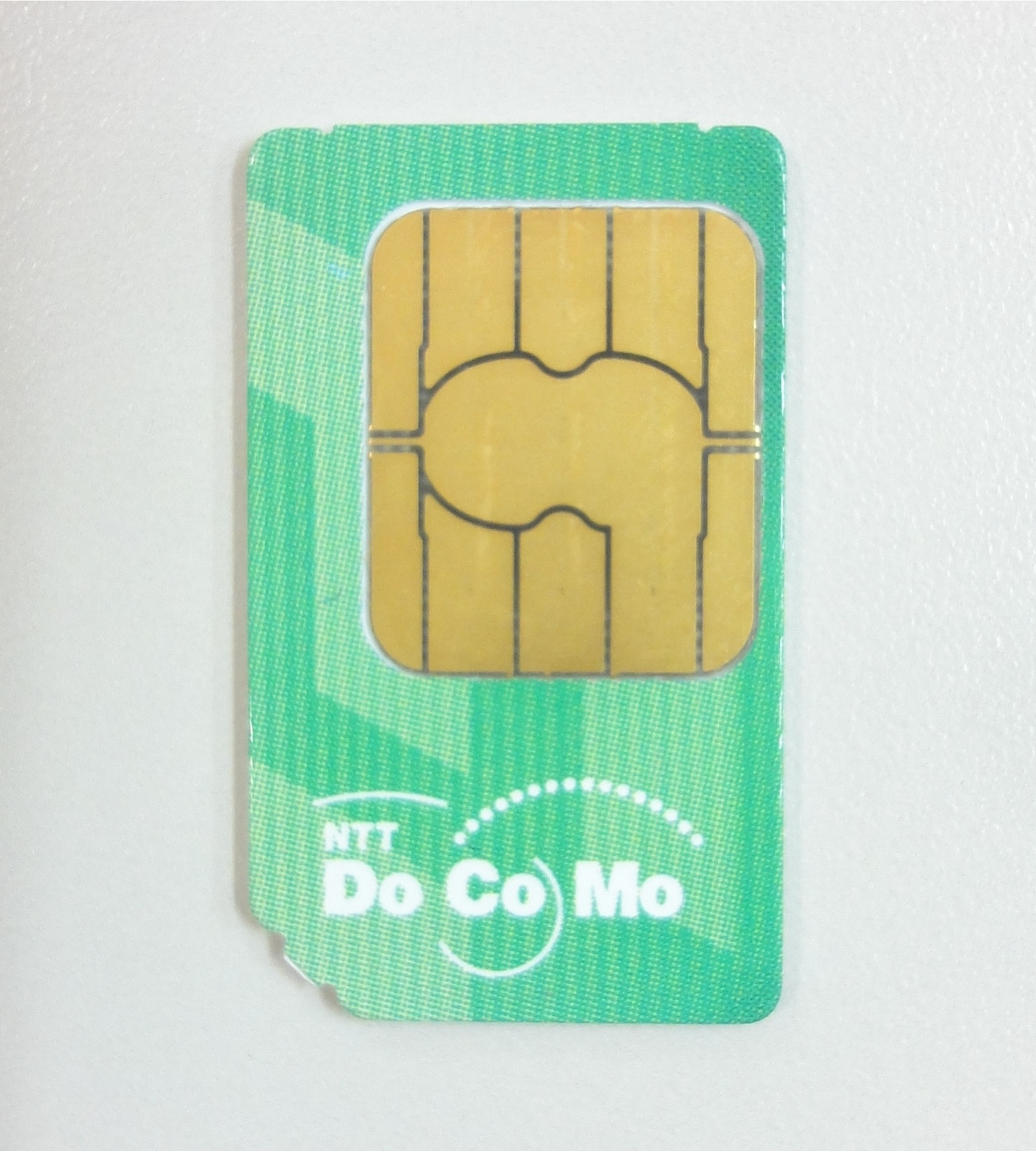
FOMAカード AX02
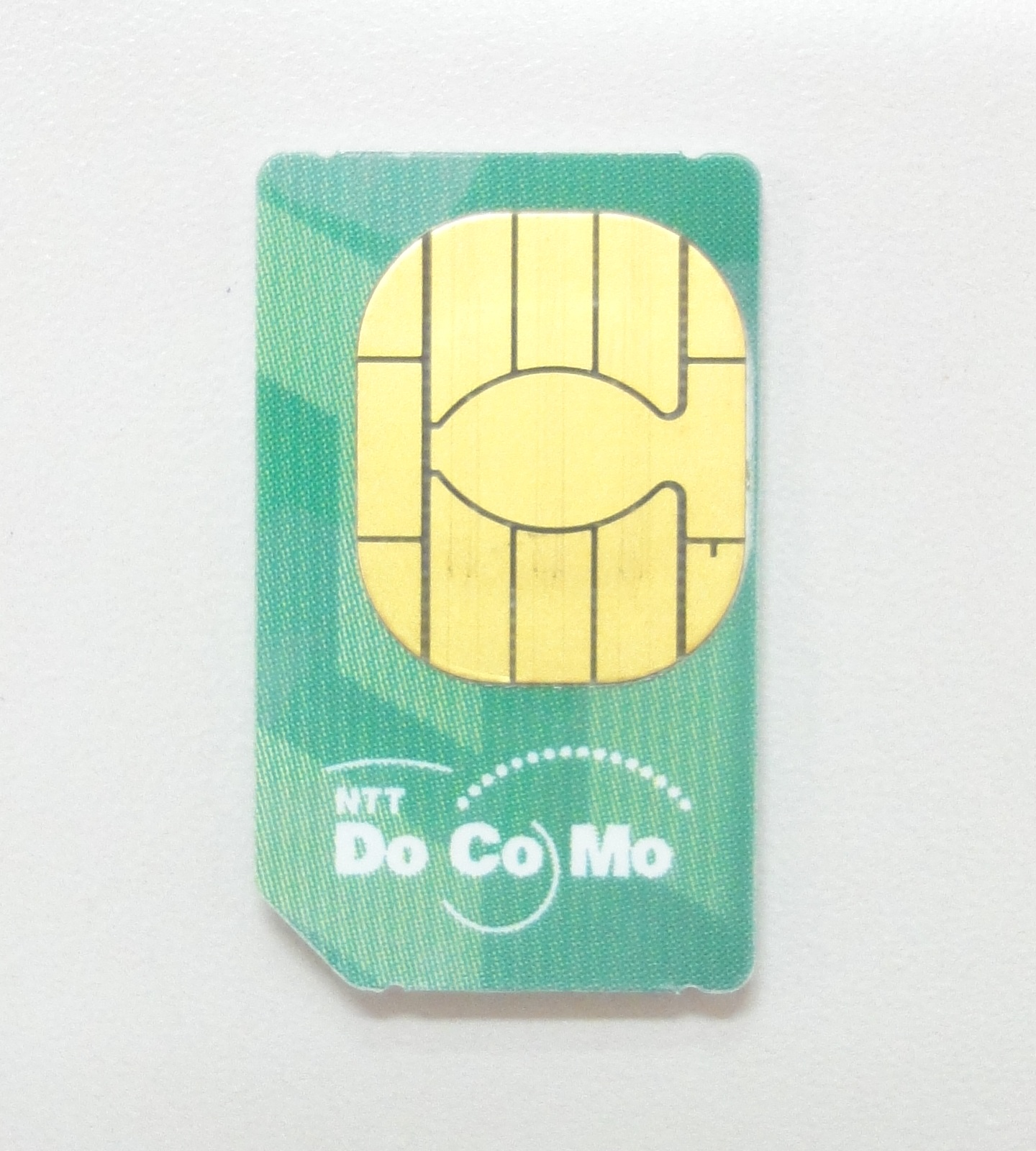
FOMAカード GE02（初期型端子）
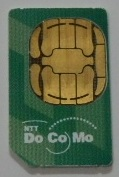
FOMAカード GE02（後期型端子）
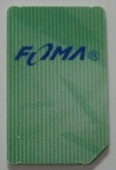
FOMAカード GE02裏面
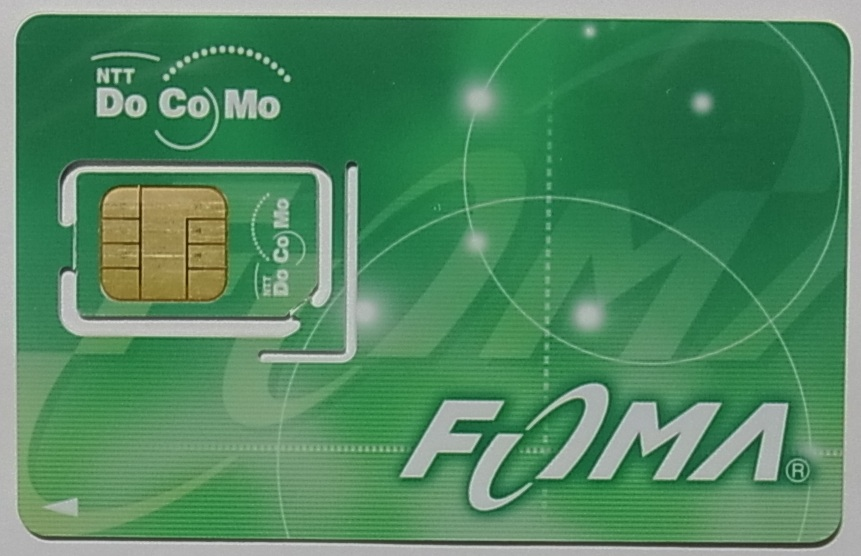
FOMAカード DN02
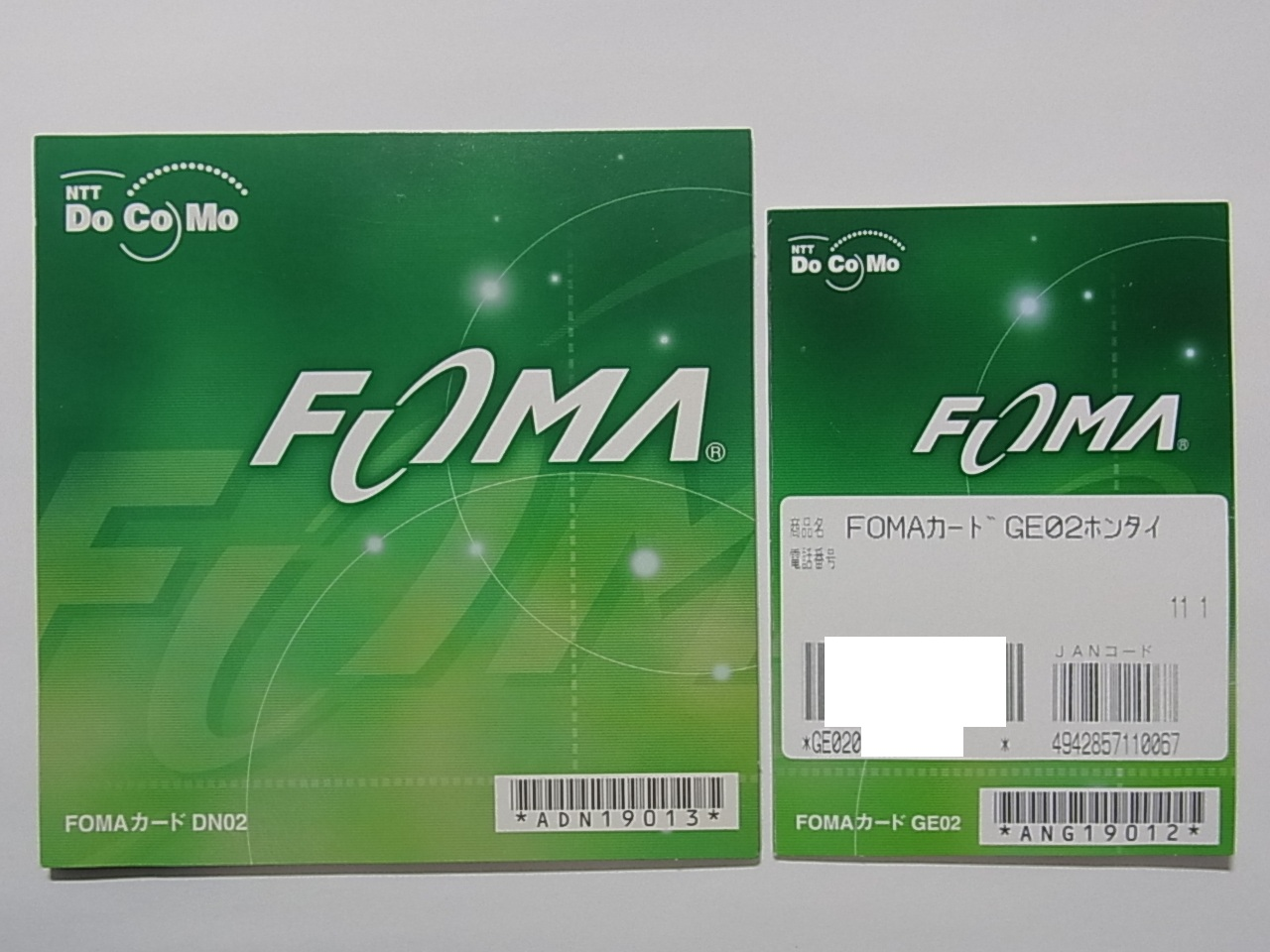
DN02とGE02のパッケージ変貌

Ver.3 白色カード
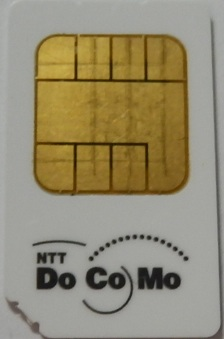
FOMAカード DN03（旧ロゴ版）
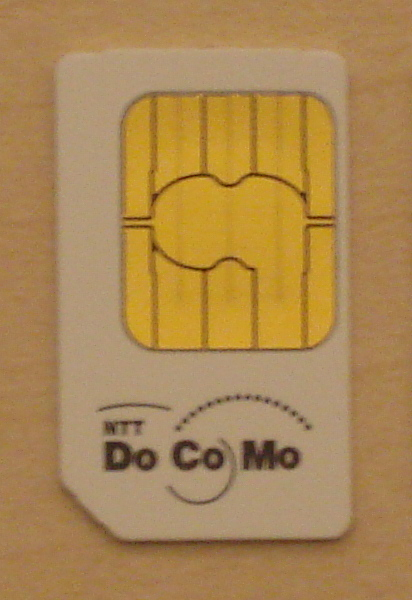
FOMAカード AX03（旧ロゴ版）
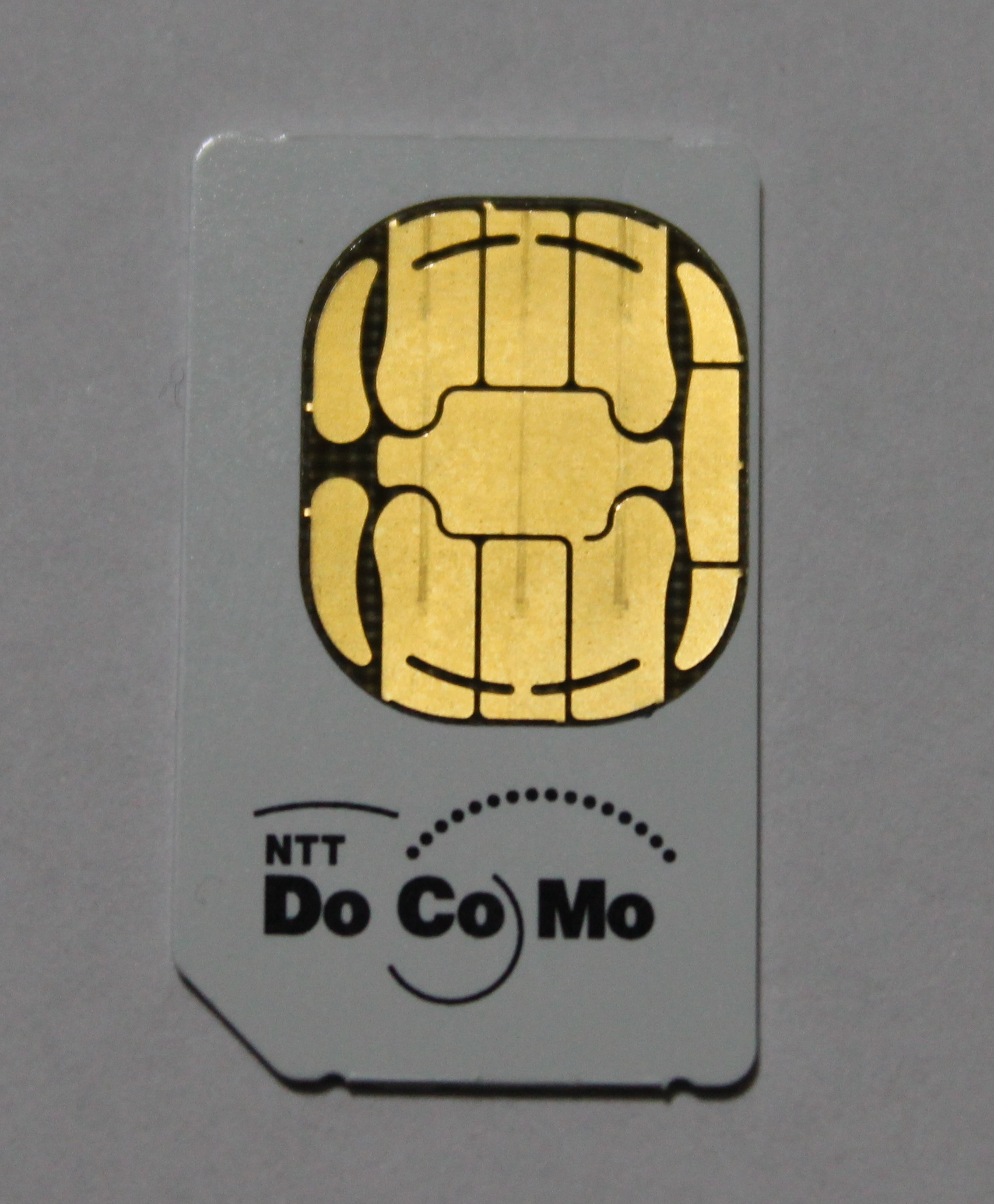
FOMAカード GE03（旧ロゴ版）
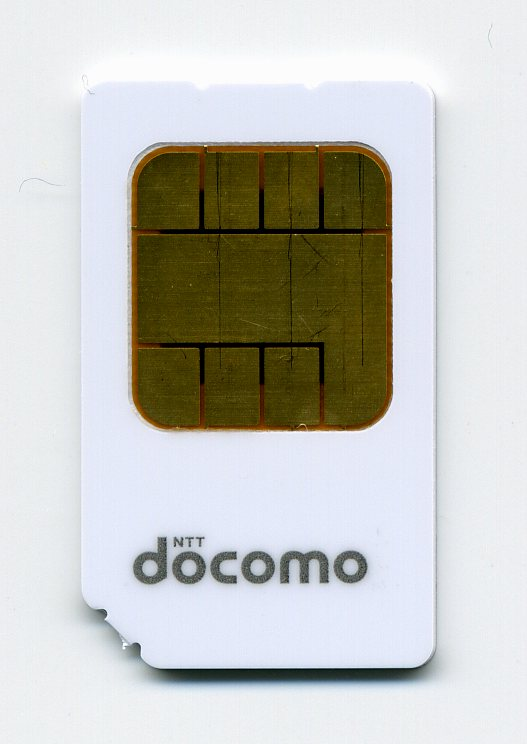
FOMAカード DN03（新ロゴ版）
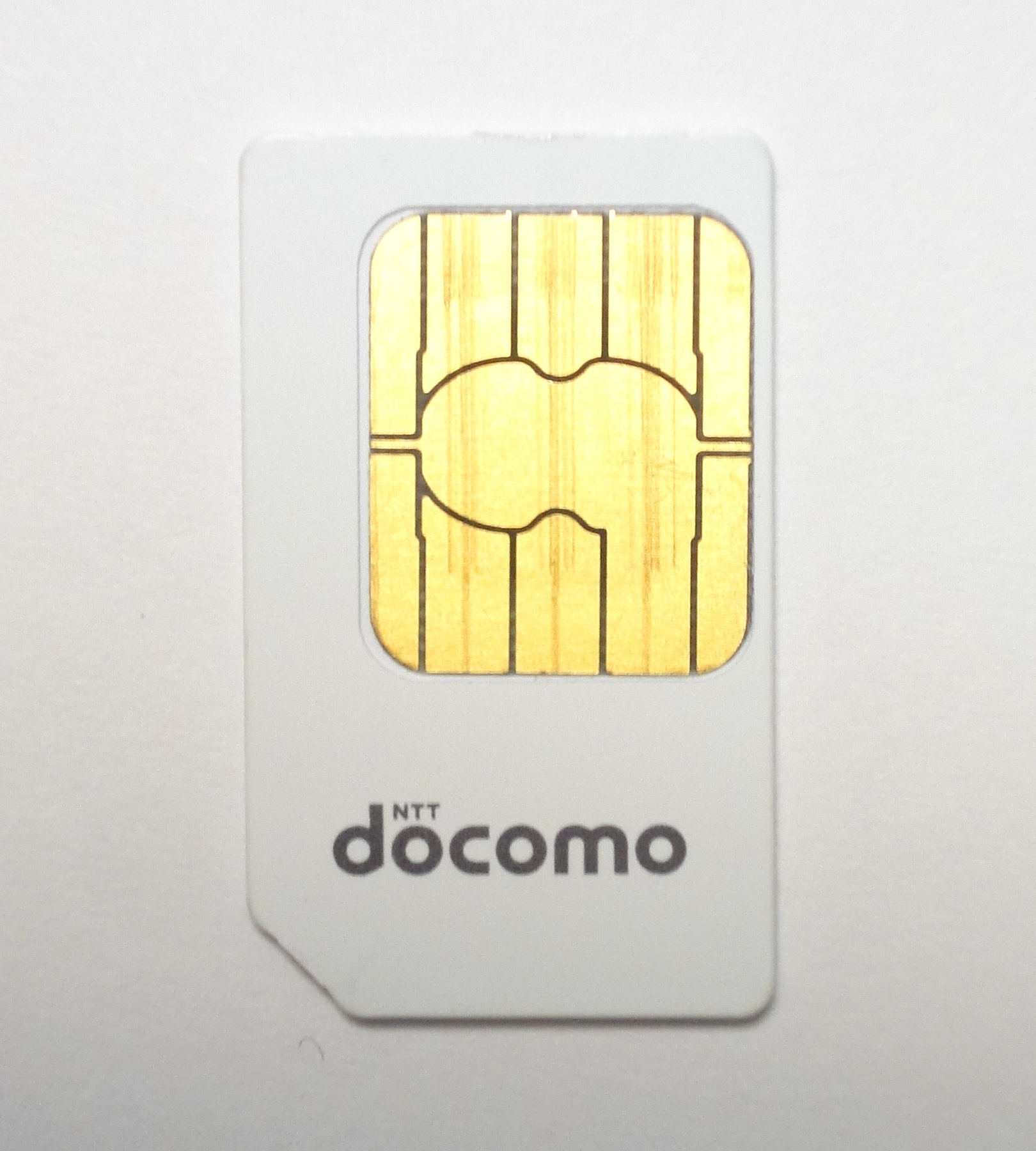
FOMAカード AX03（新ロゴ版）
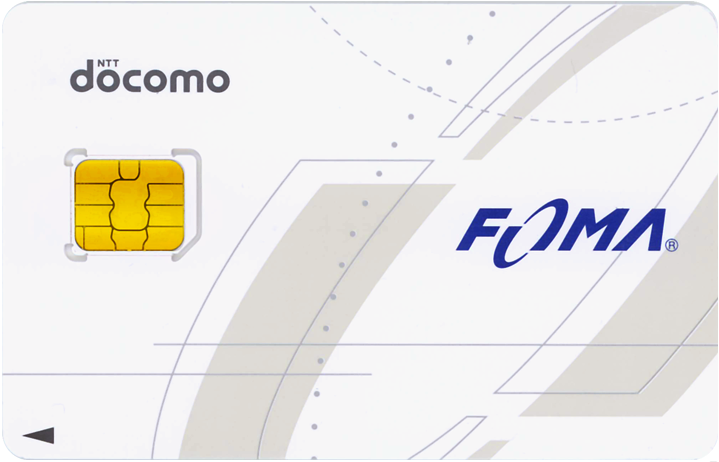
mini FOMA カード AX03m

Ver.4 赤色カード
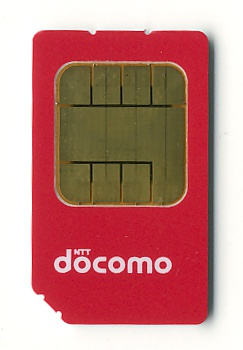
ドコモUIMカード DN04
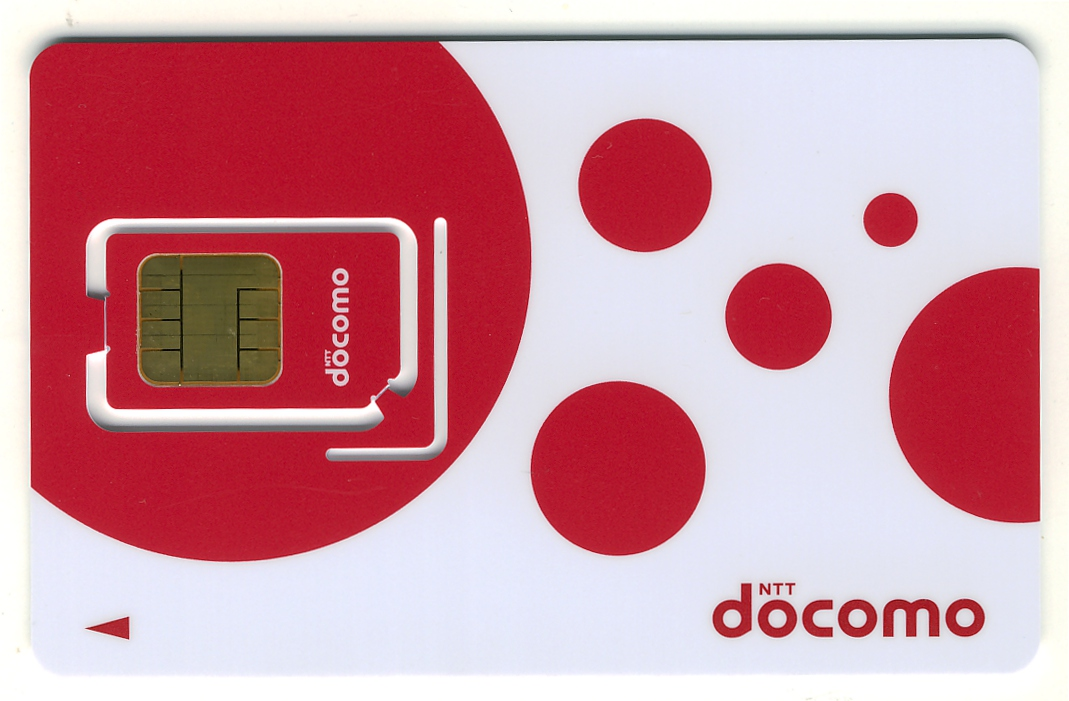
ドコモUIMカード DN04
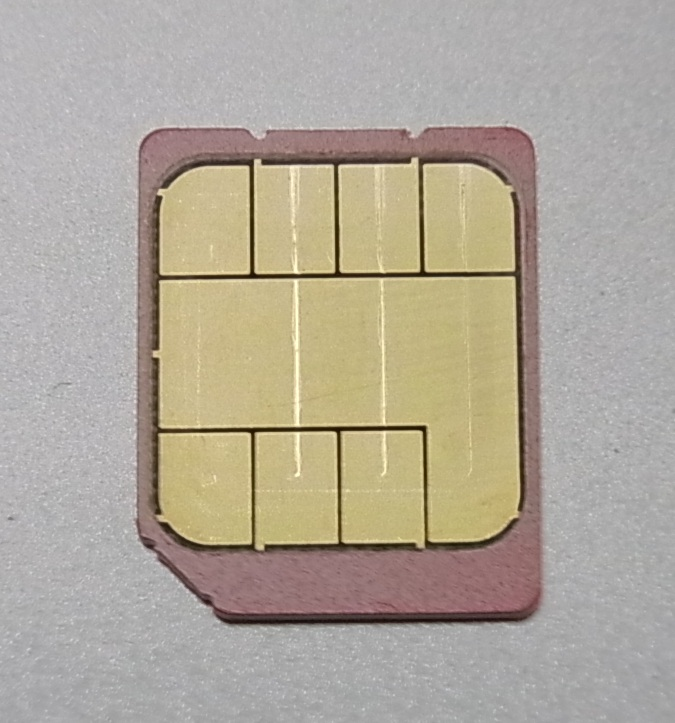
ドコモminiUIMカード DN04m
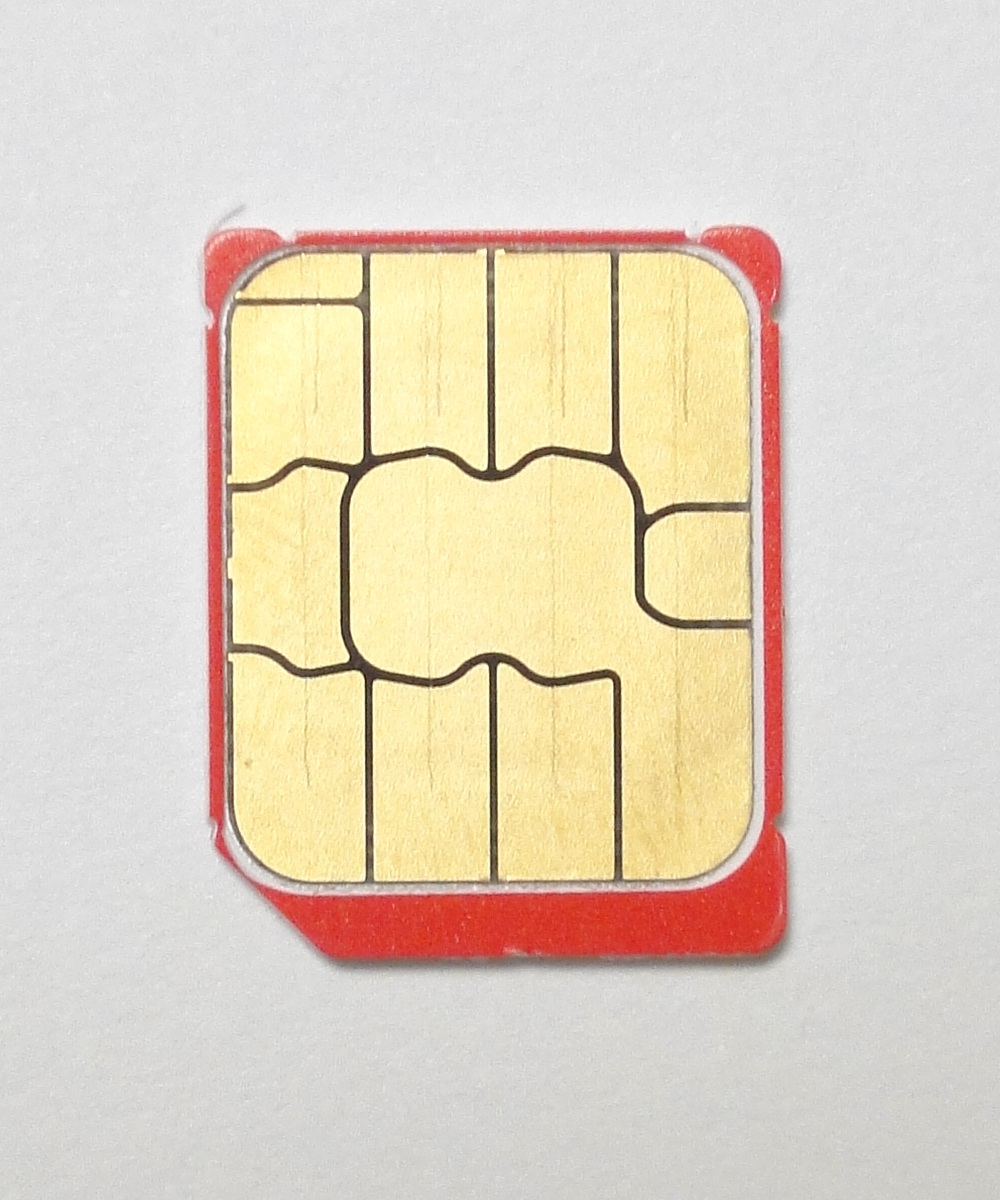
ドコモminiUIMカード AX04m
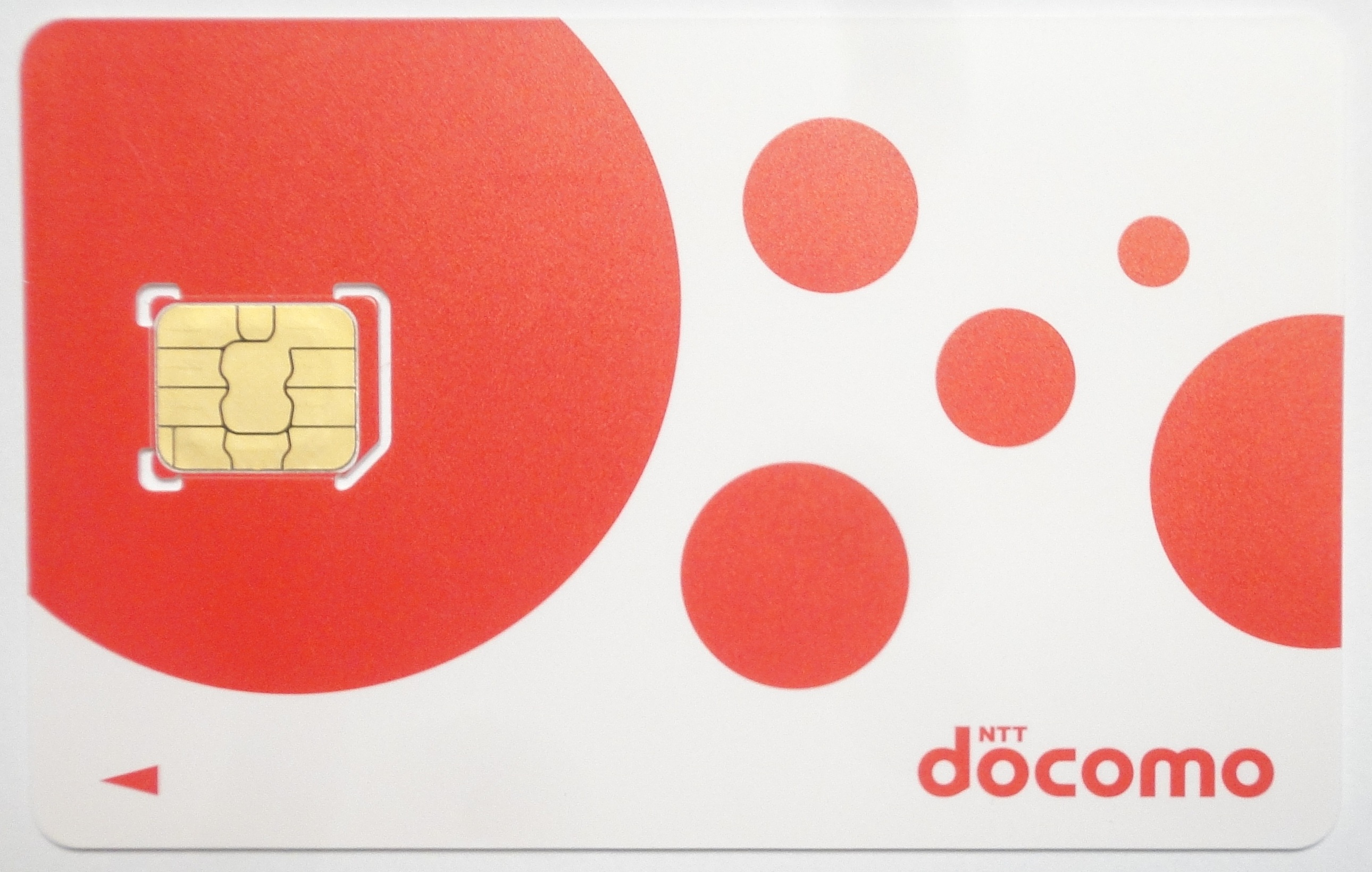
ドコモminiUIMカード AX04m
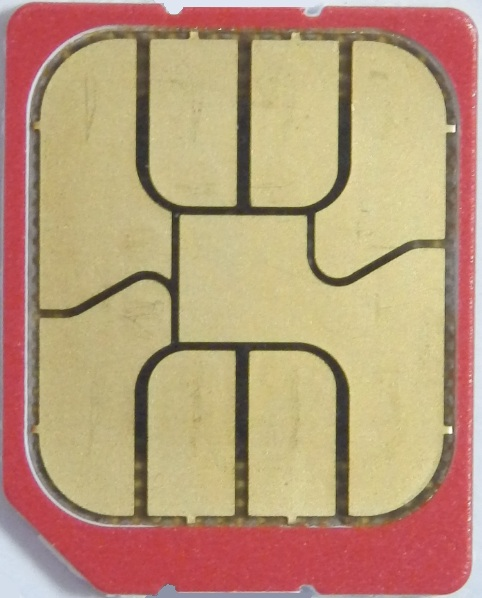
ドコモminiUIMカード TS04m
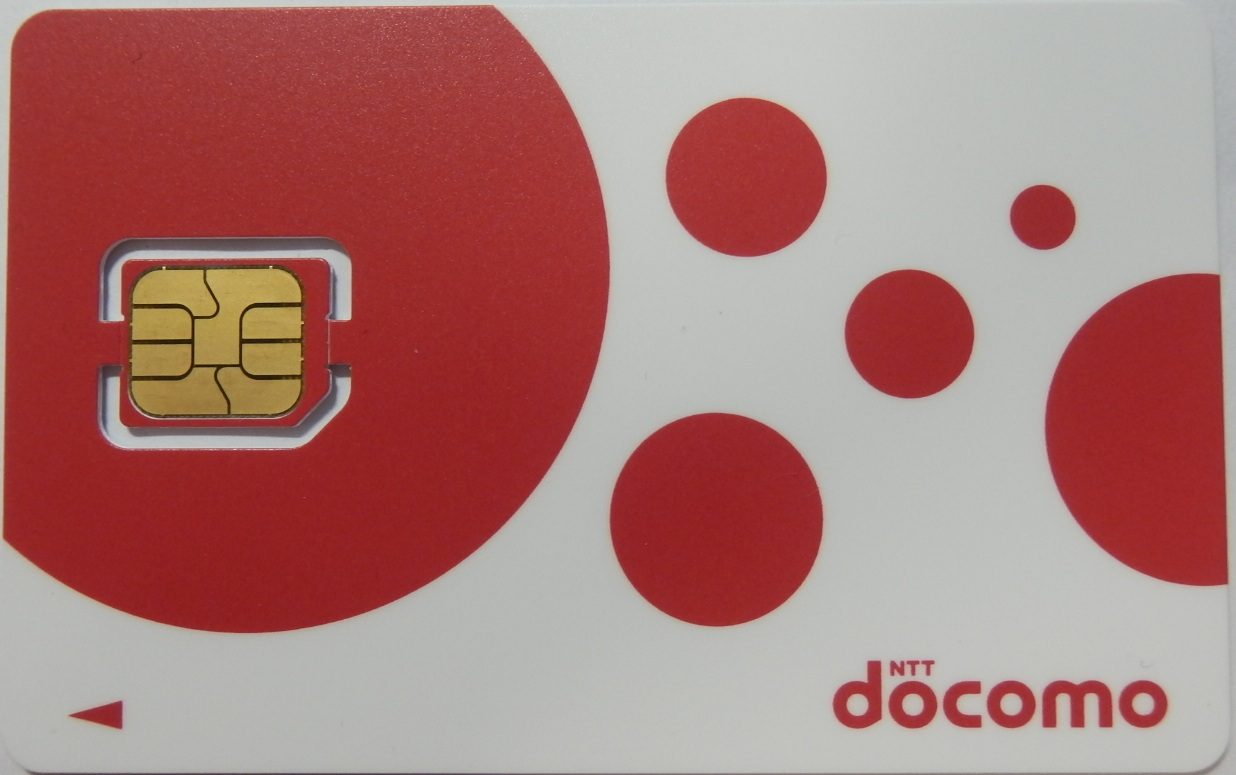
ドコモminiUIMカード TS04m
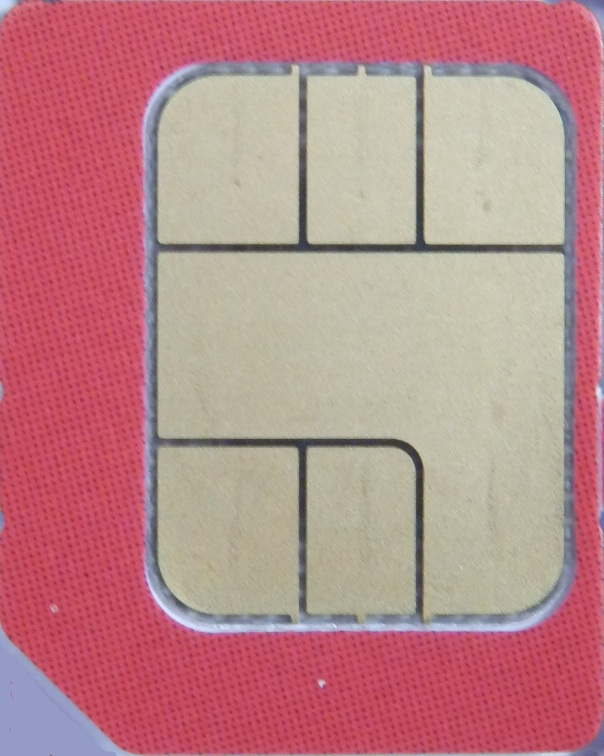
ドコモminiUIMカード GD04m
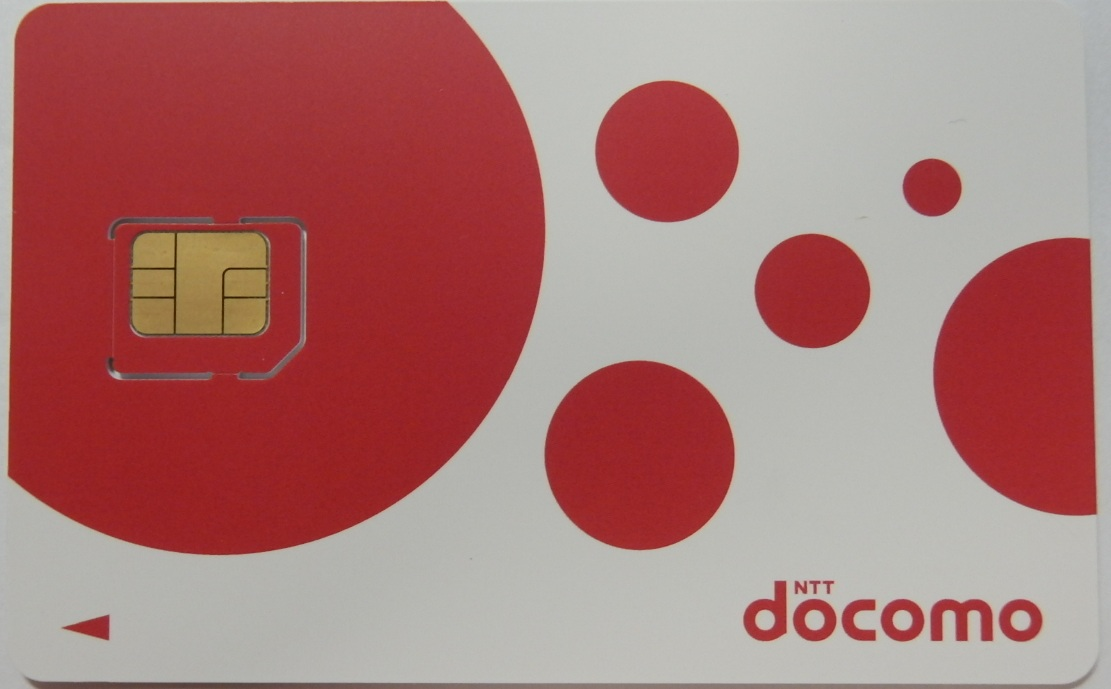
ドコモminiUIMカード GD04m
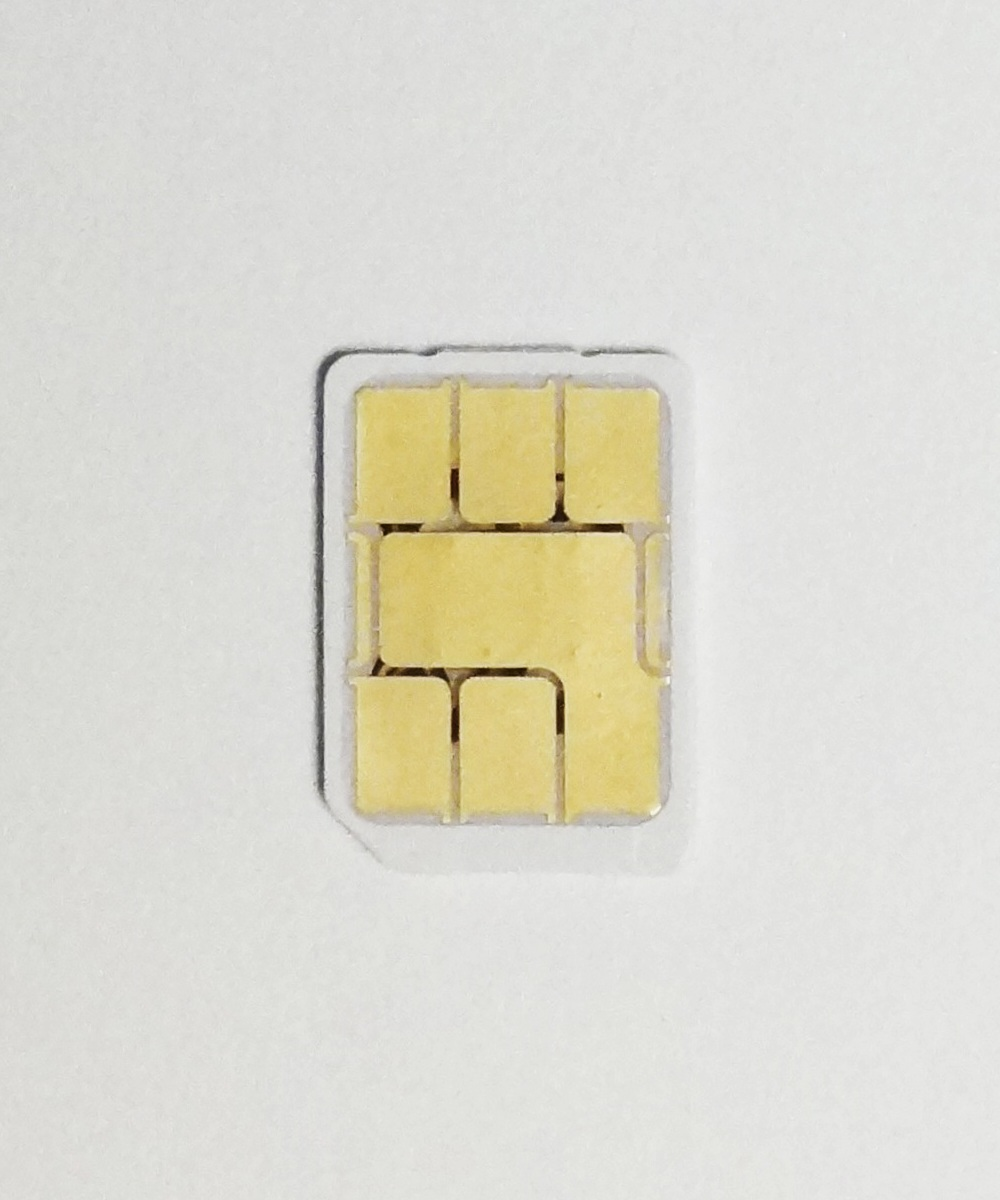
ドコモnanoUIMカード GD04n
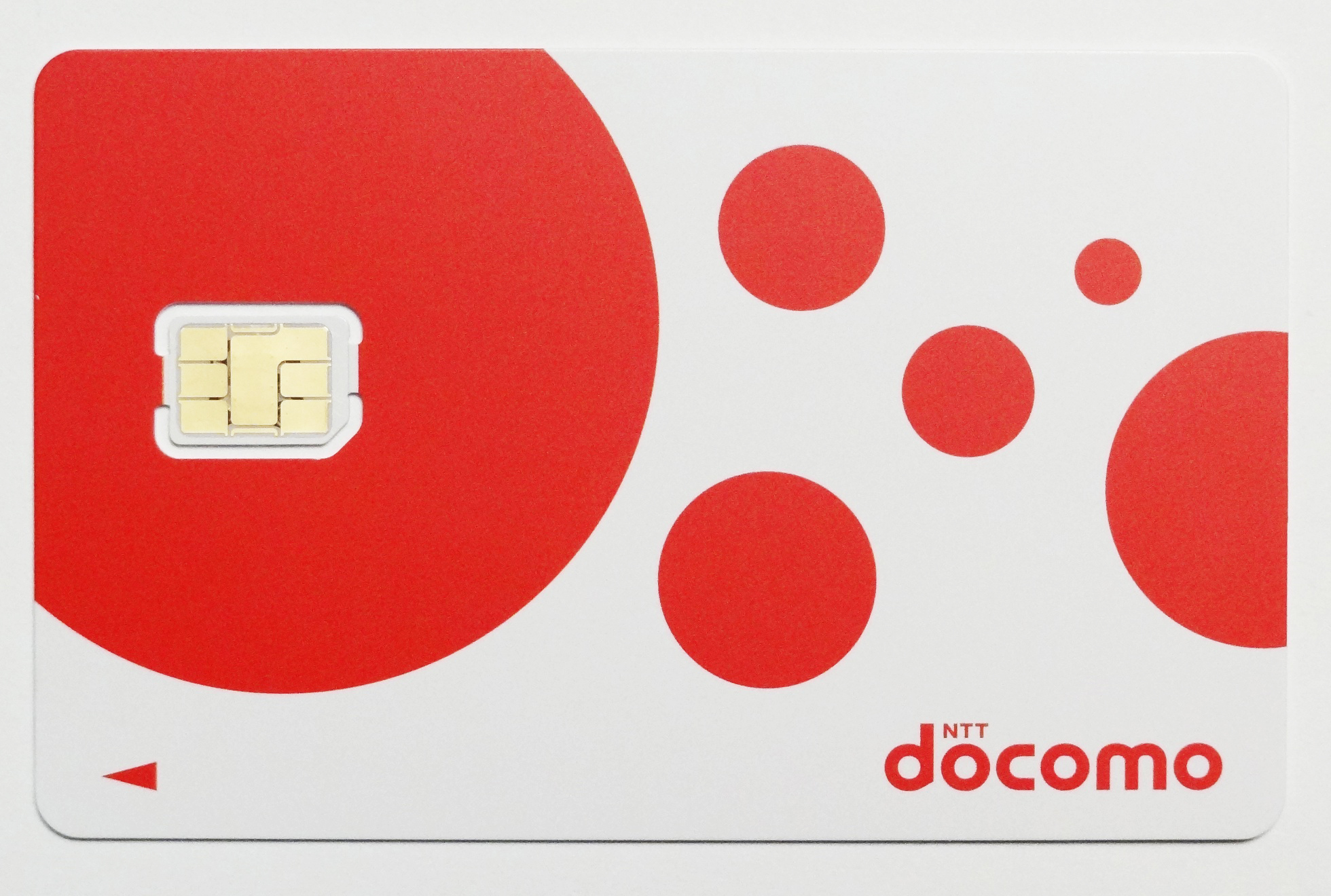
ドコモnanoUIMカード GD04n

Ver.5 ピンク色カード
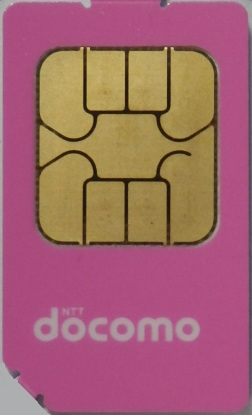
ドコモUIMカード DN05
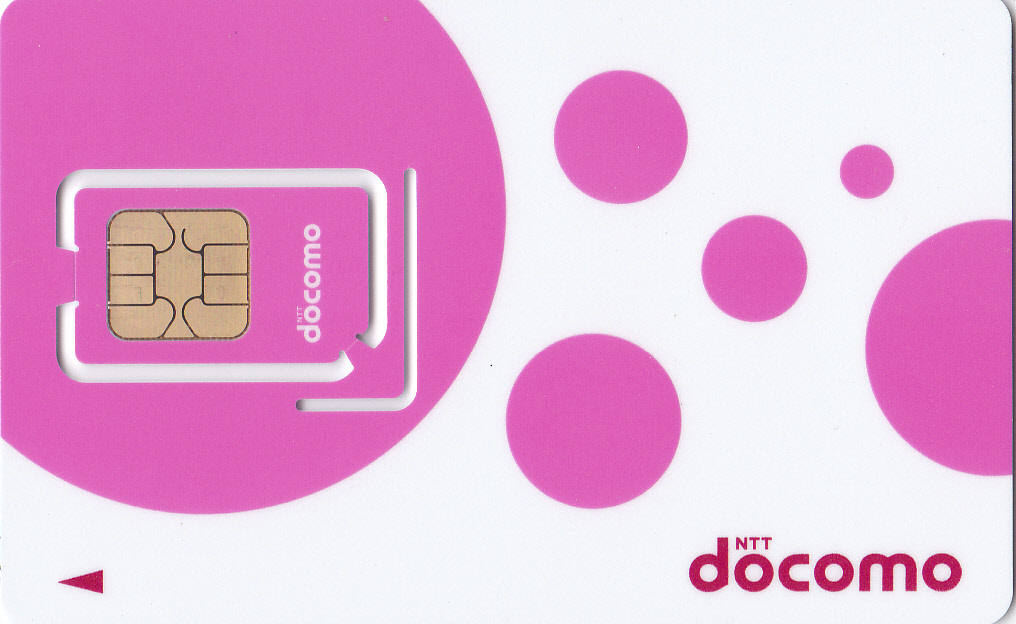
ドコモUIMカード DN05
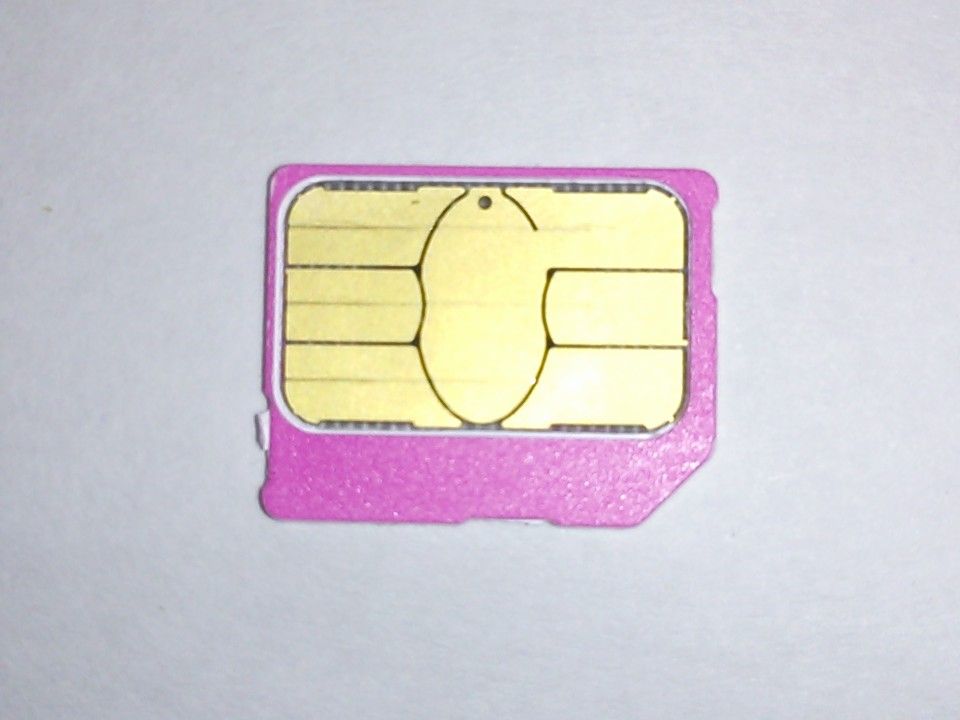
ドコモminiUIMカード AX05m
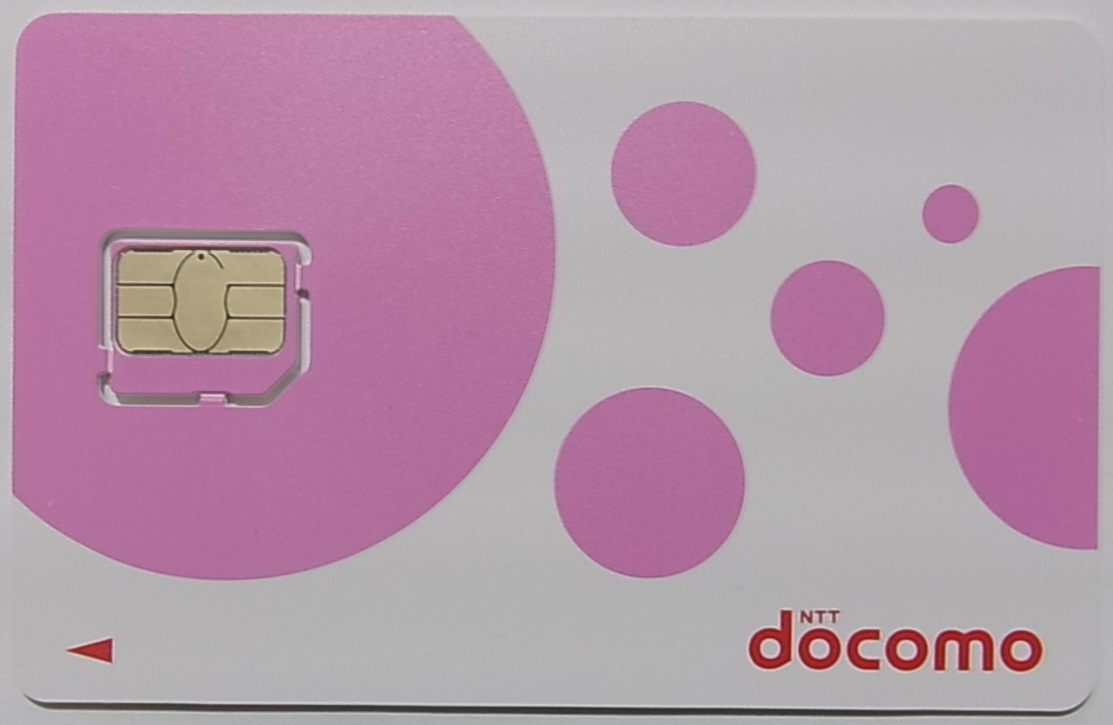
ドコモminiUIMカード AX05m
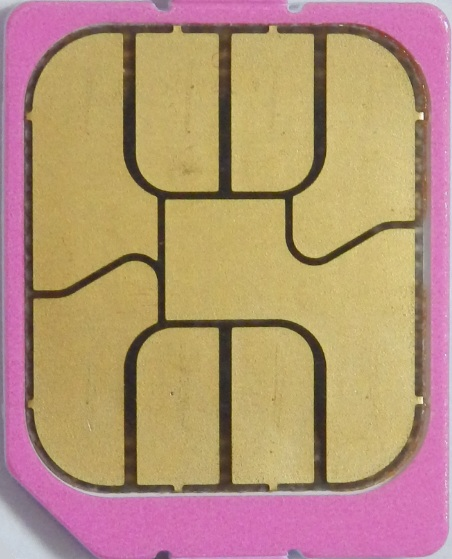
ドコモminiUIMカード TS05m
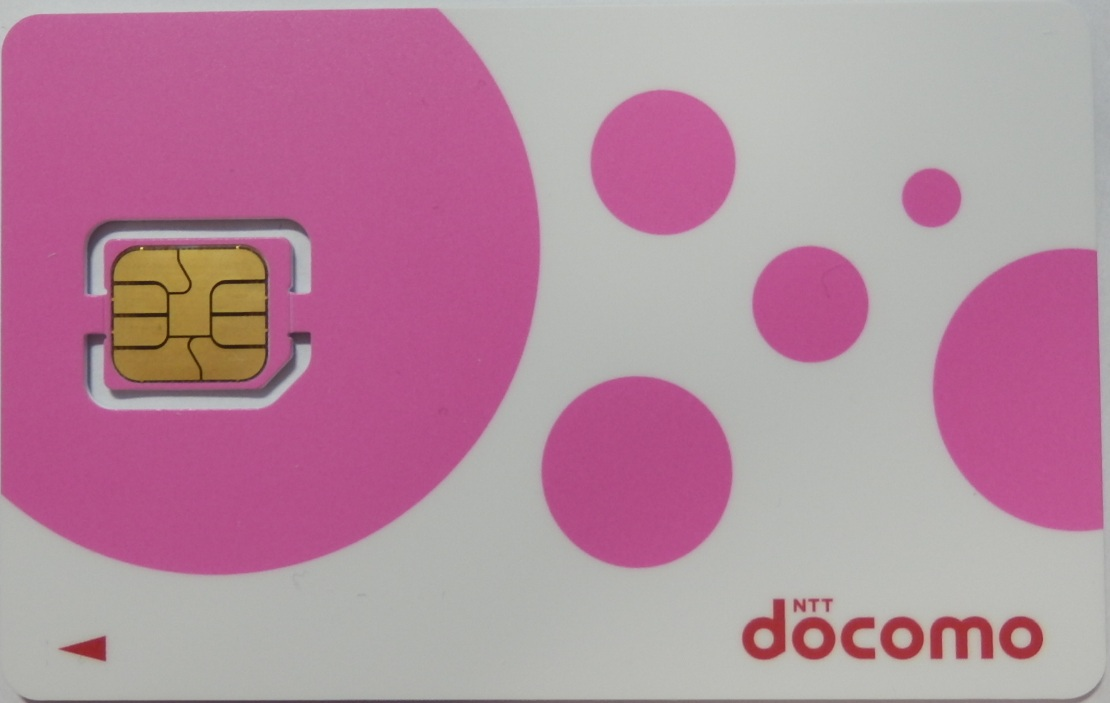
ドコモminiUIMカード TS05m
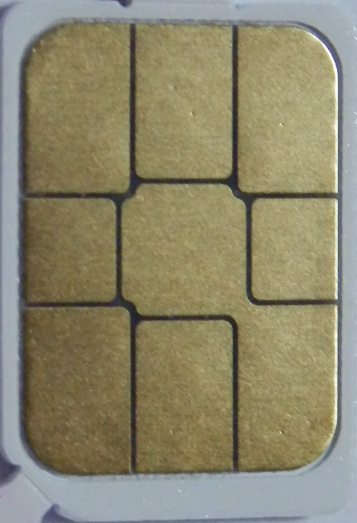
ドコモnanoUIMカード DN05n
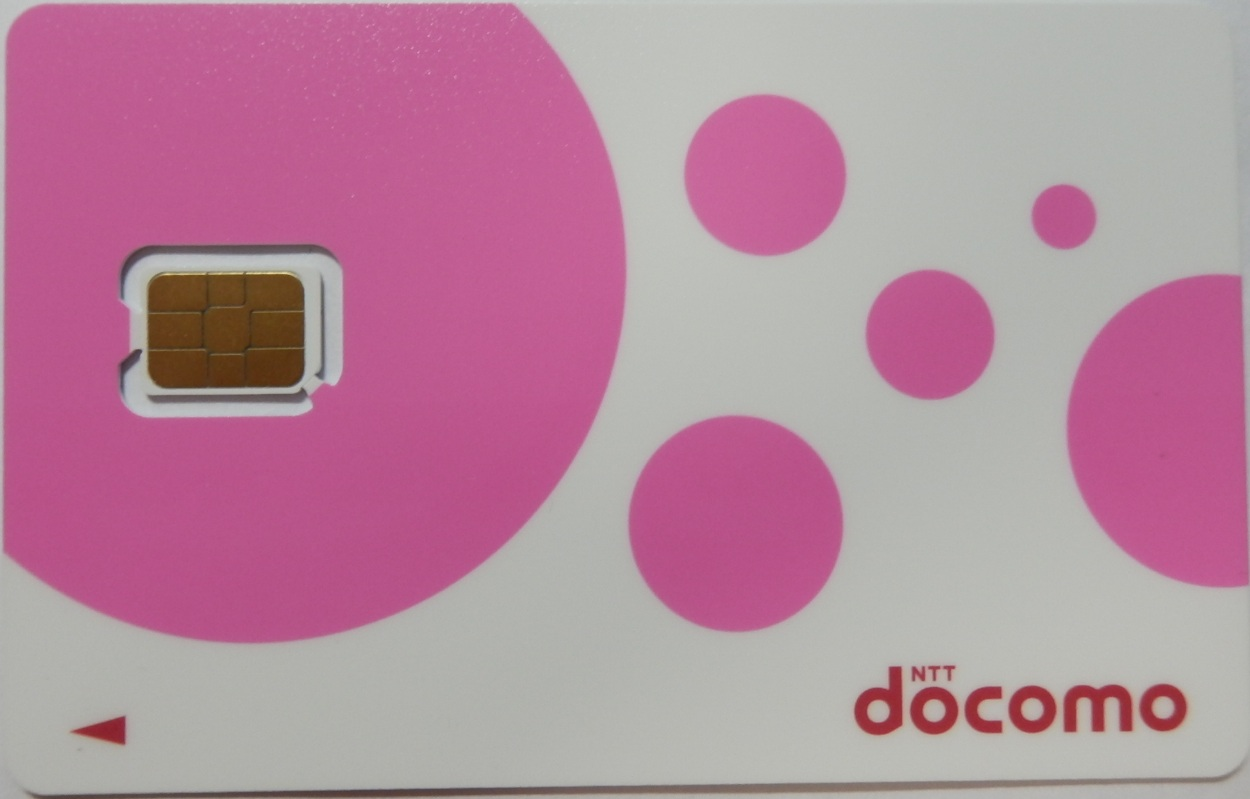
ドコモnanoUIMカード DN05n
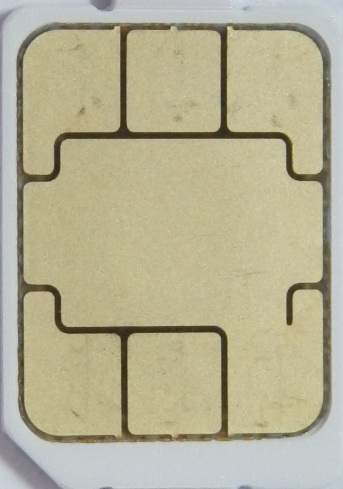
ドコモnanoUIMカード TS05n
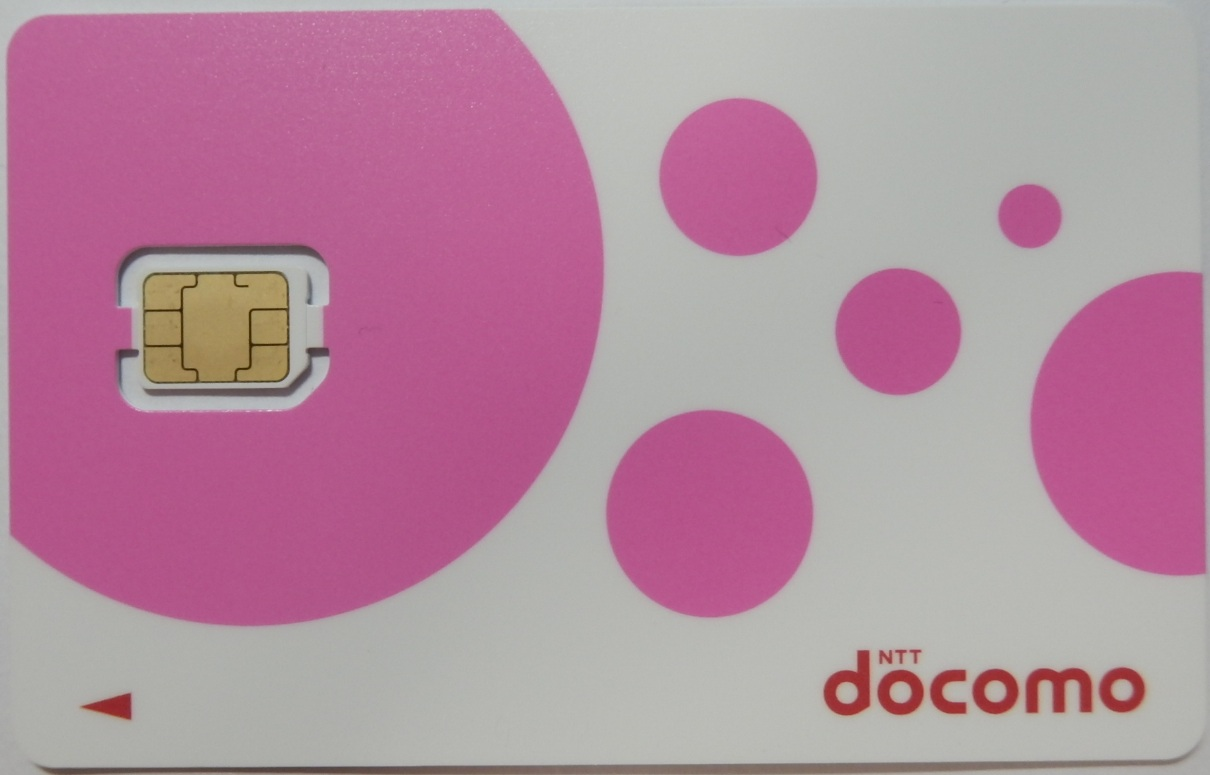
ドコモnanoUIMカード TS05n
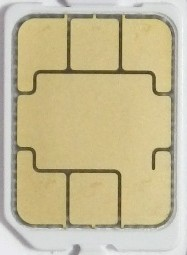
ドコモnanoUIMカード GD05n
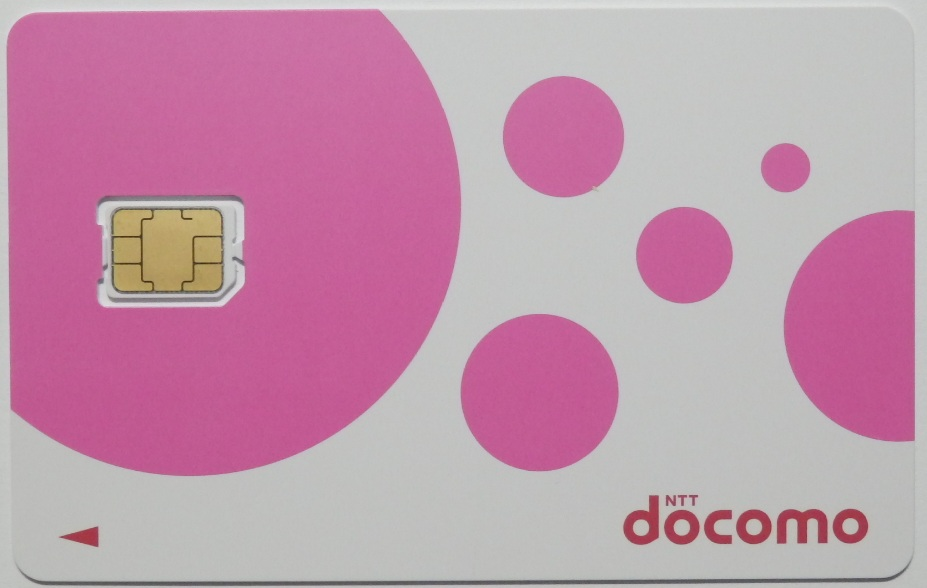
ドコモnanoUIMカード GD05n

Ver.5<A> ピンク色カード <A>版
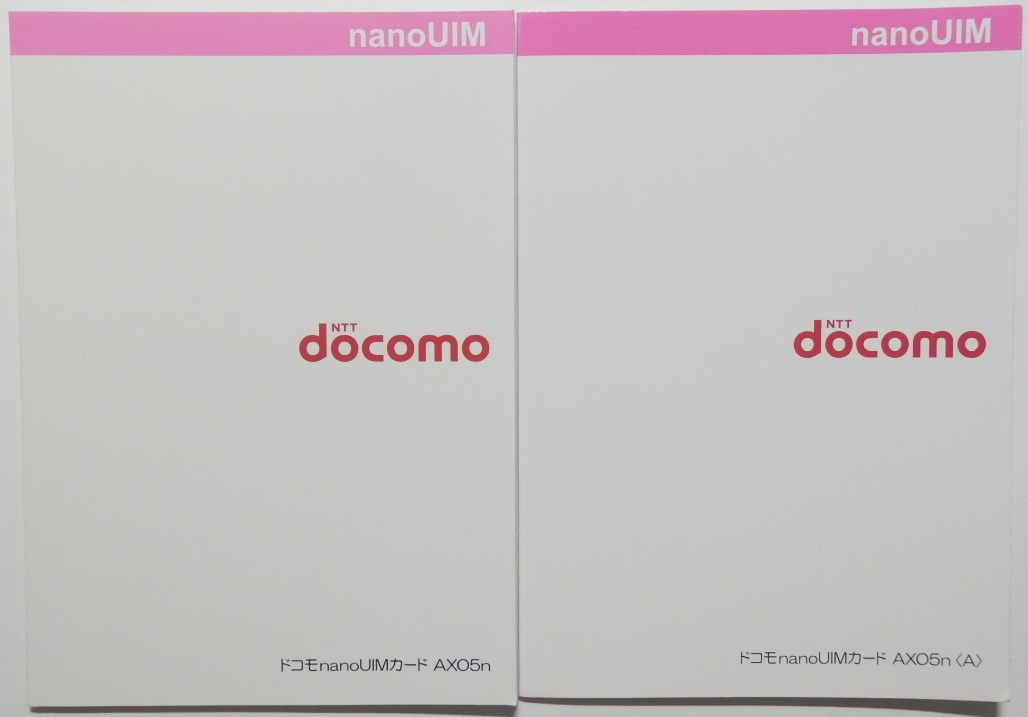
AX05n<A>パッケージと新旧比較
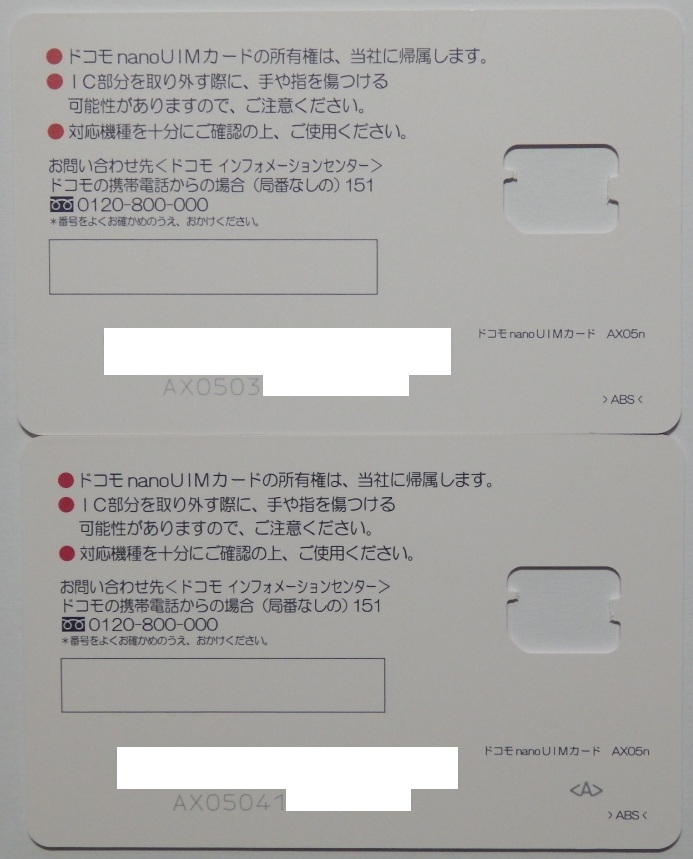
AX05n<A>カード裏面と新旧比較

Ver.5<A> MVNO用カード
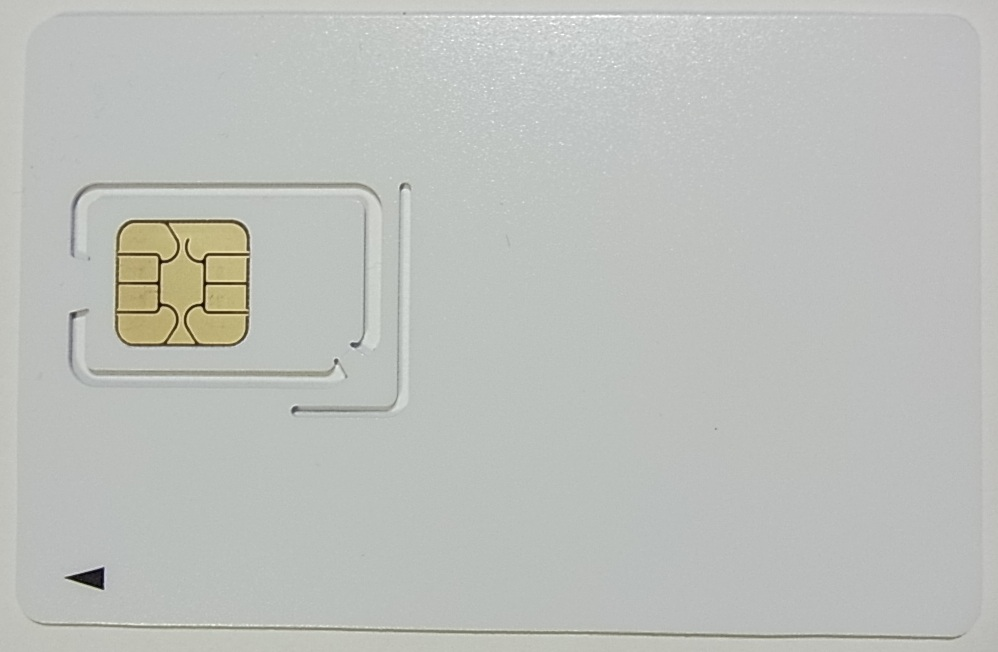
DN05(V)表面
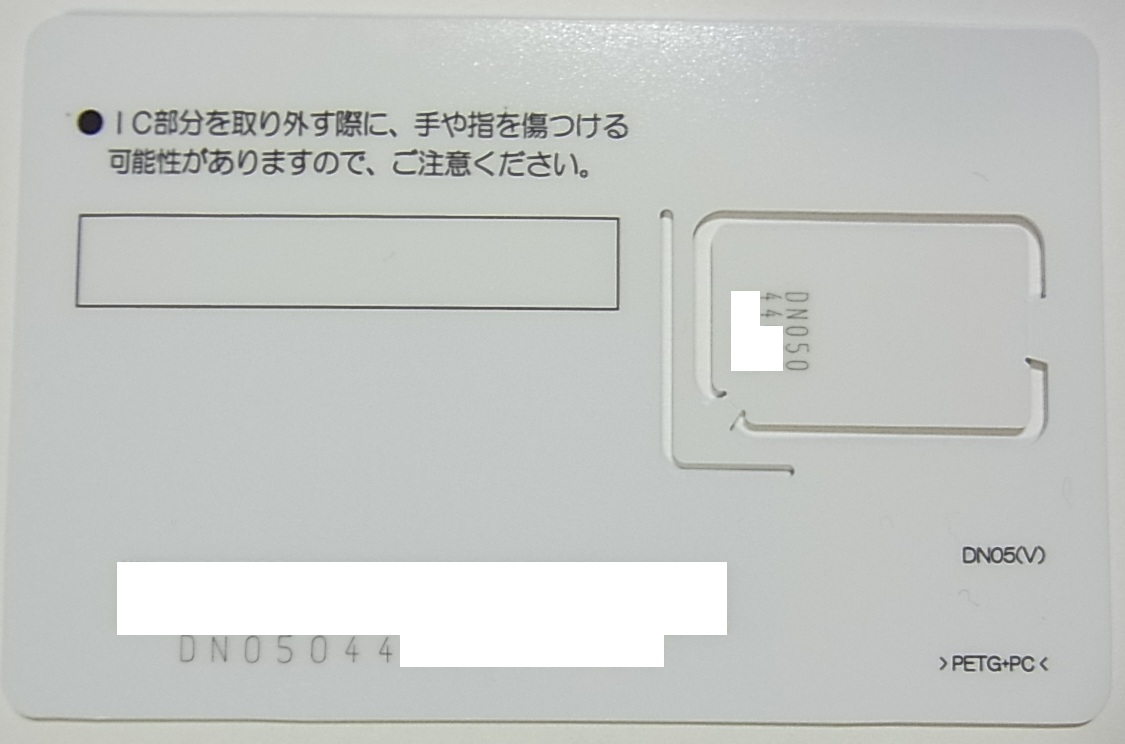
DN05(V)裏面
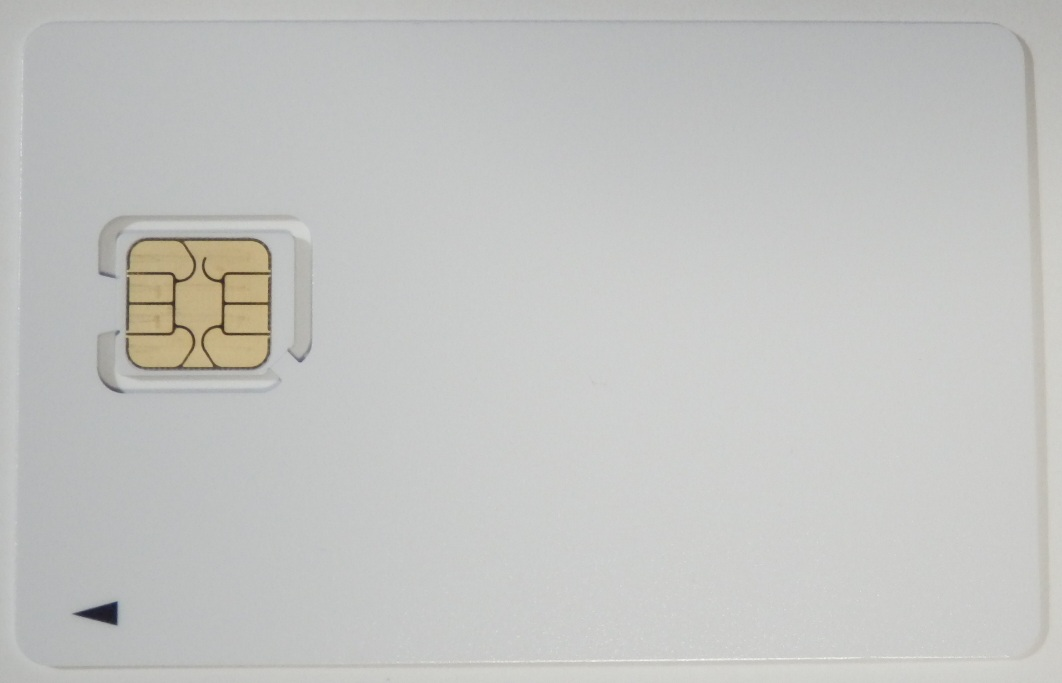
DN05m(V)表面
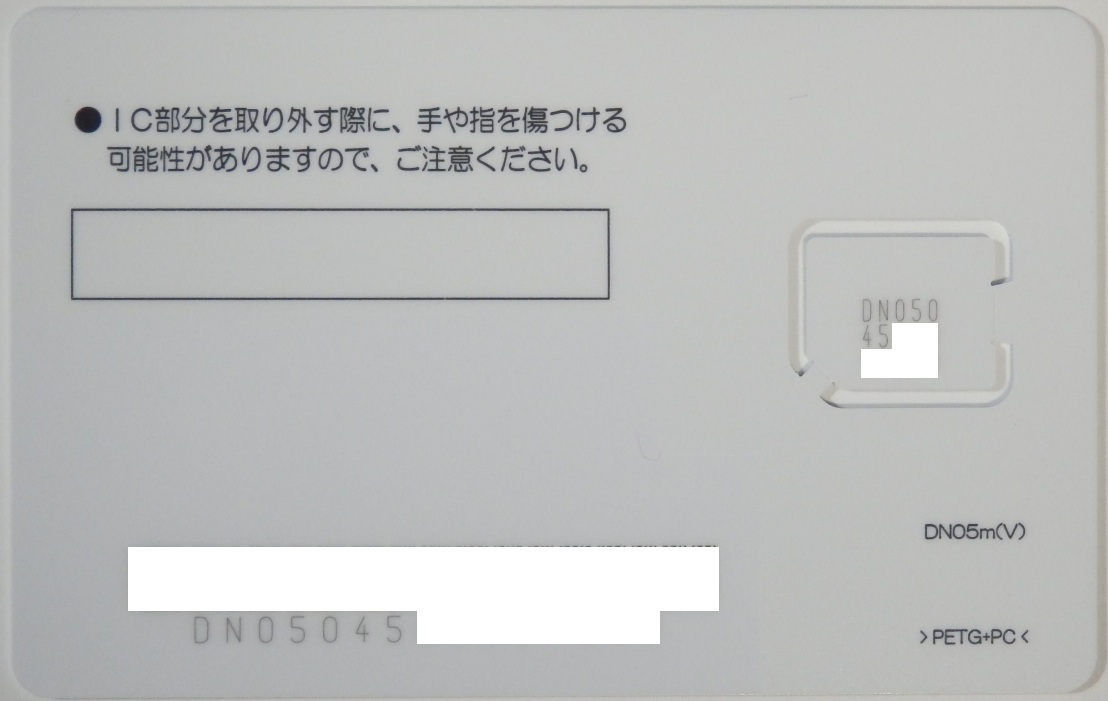
DN05m(V)裏面
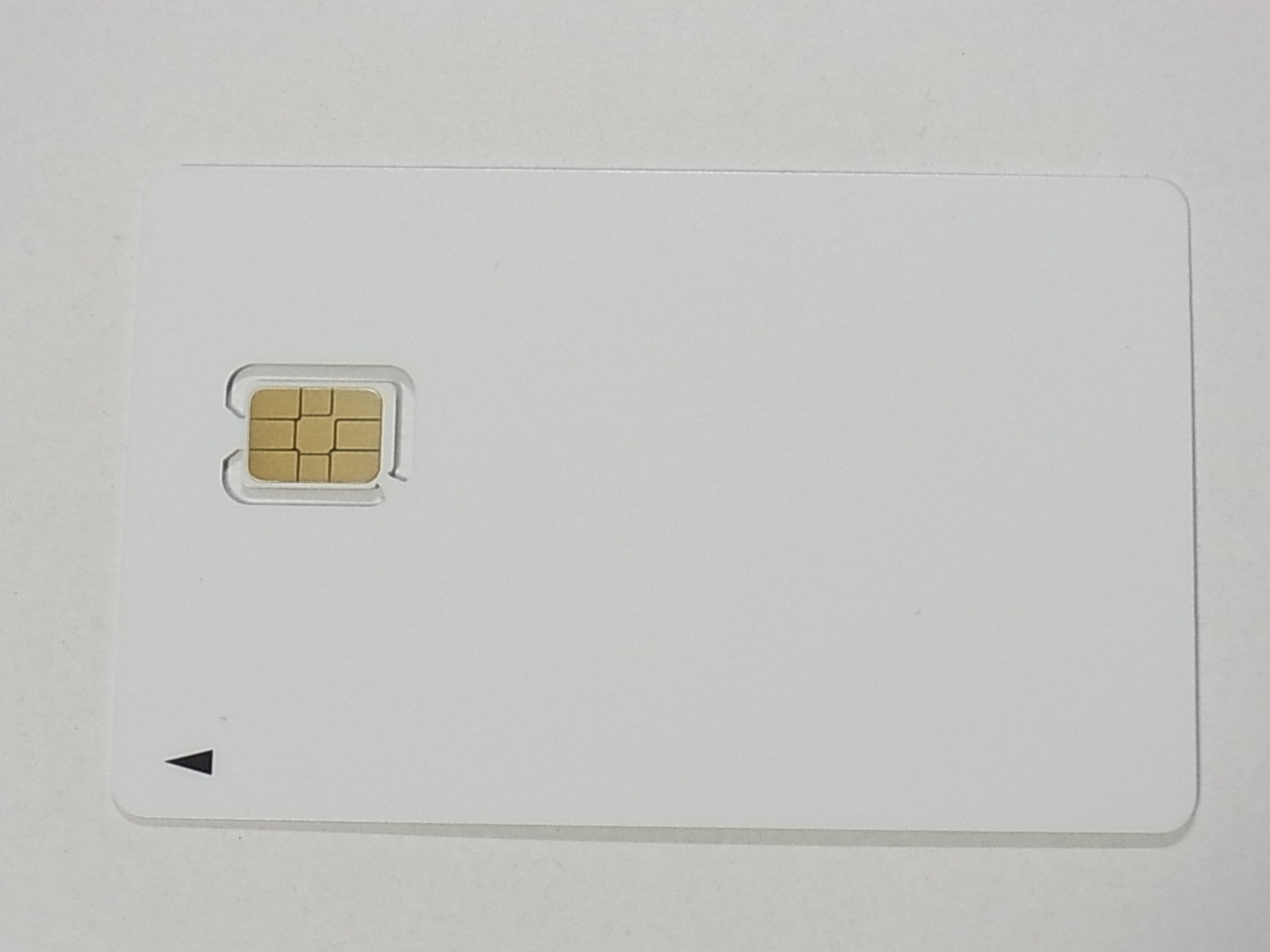
DN05n(V)表面
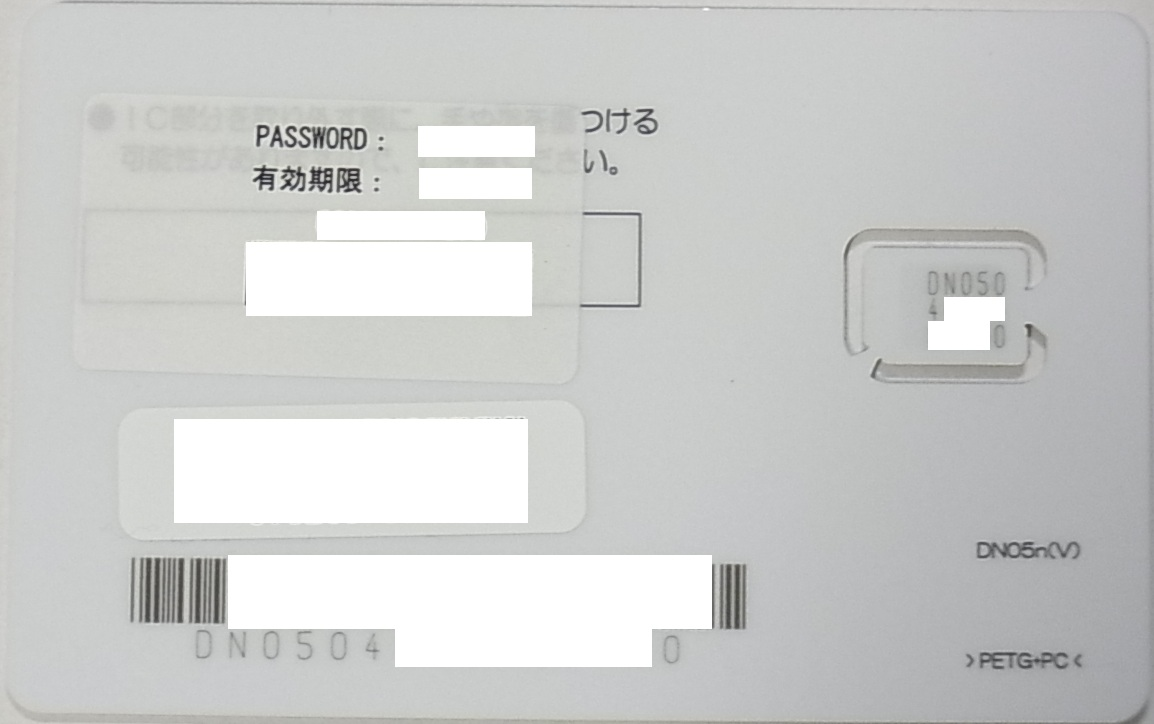
DN05n(V)裏面
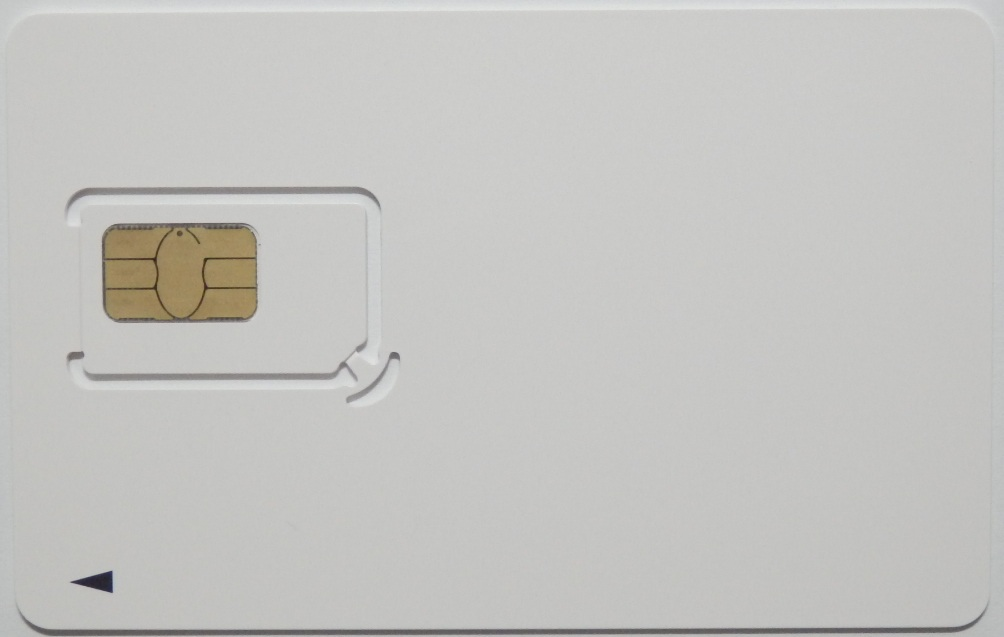
AX05(V)表面
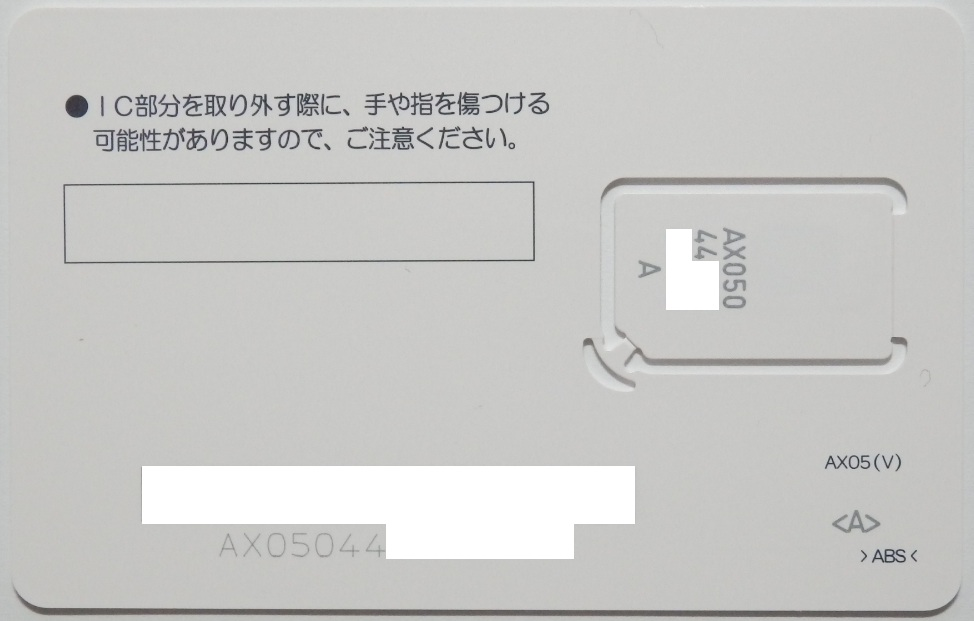
AX05(V)裏面
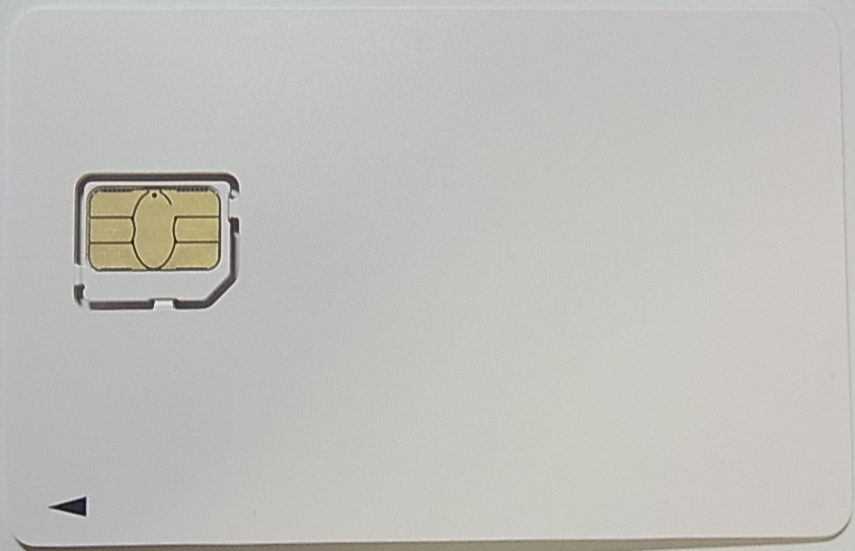
AX05m(V)表面
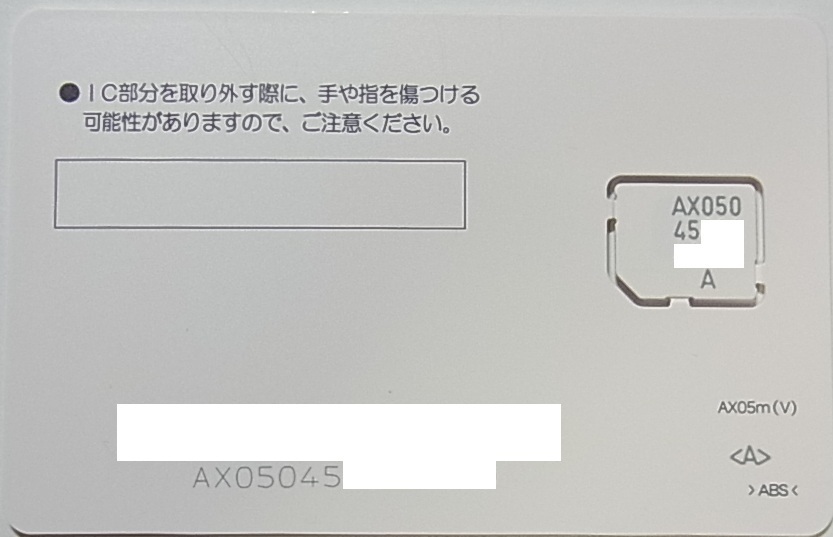
AX05m(V)裏面
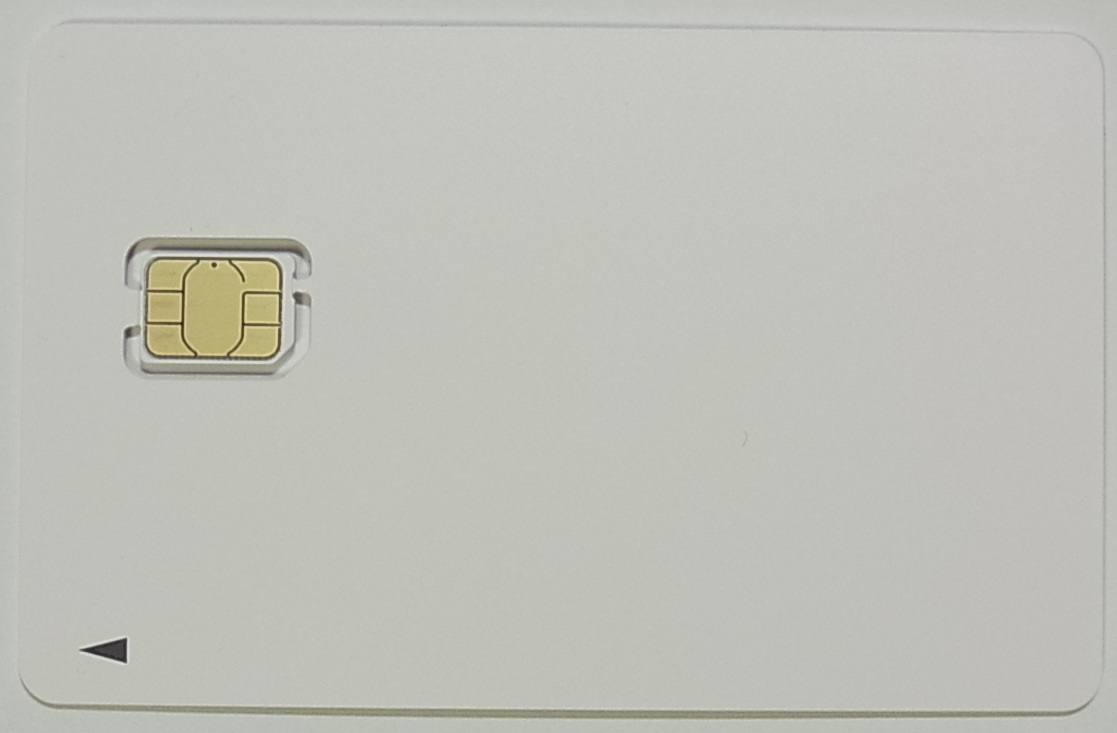
AX05n(V)表面
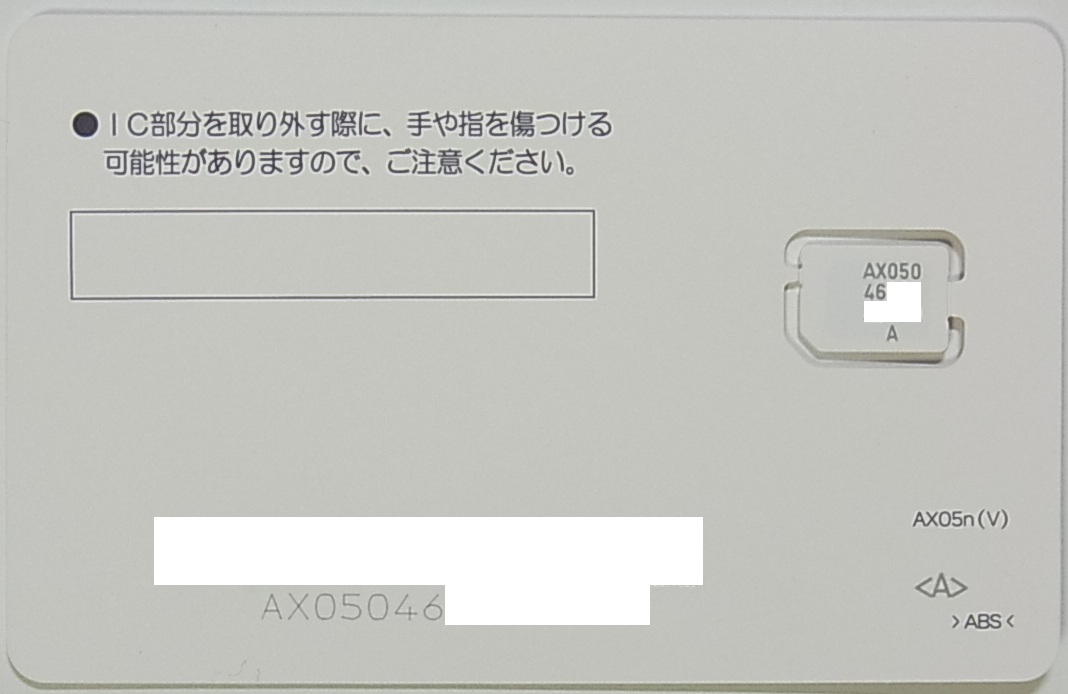
AX05n(V)裏面

Ver.6 水色カード
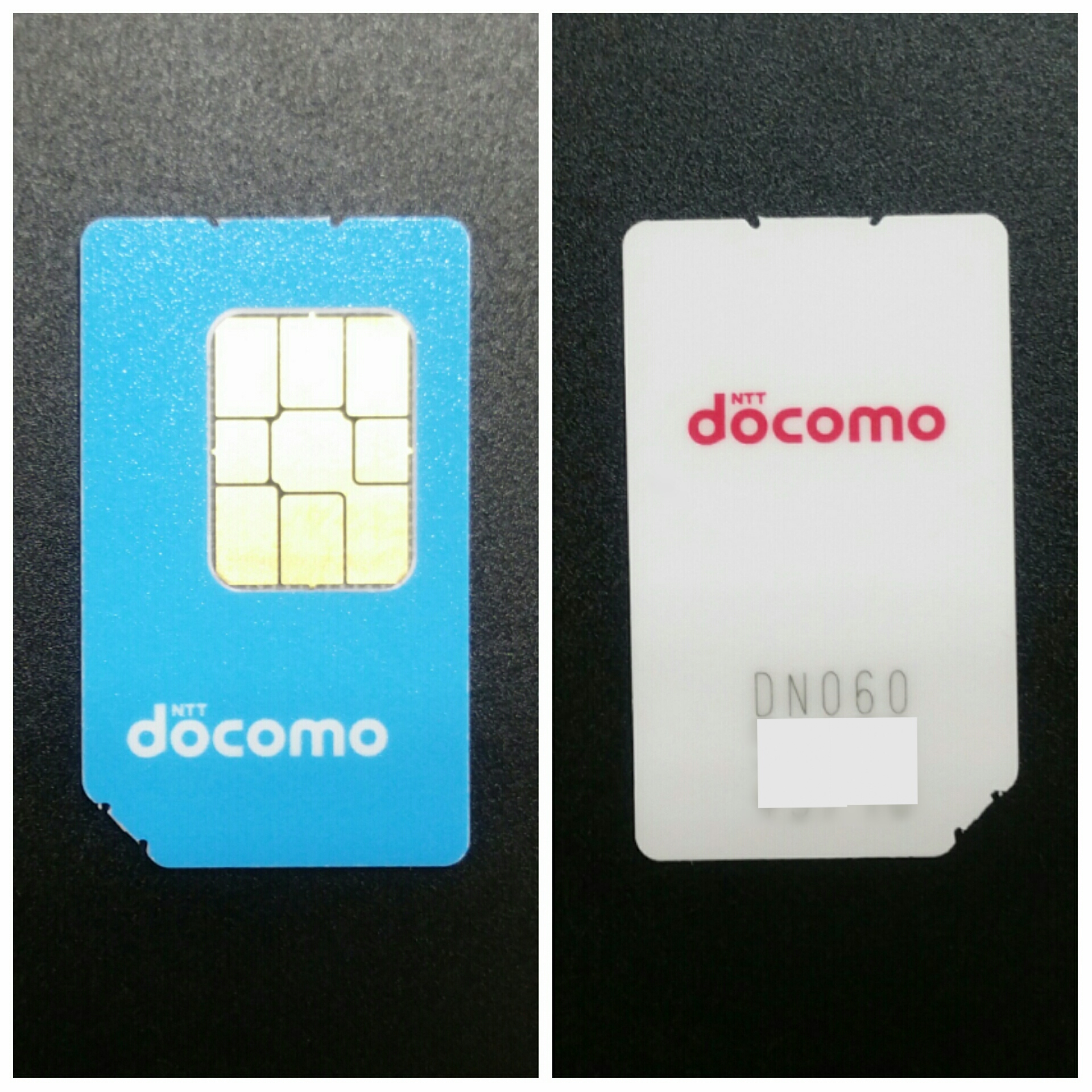
ドコモUIMカード DN06
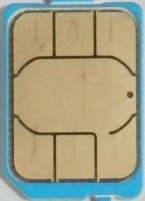
ドコモnanoUIMカード AX06n
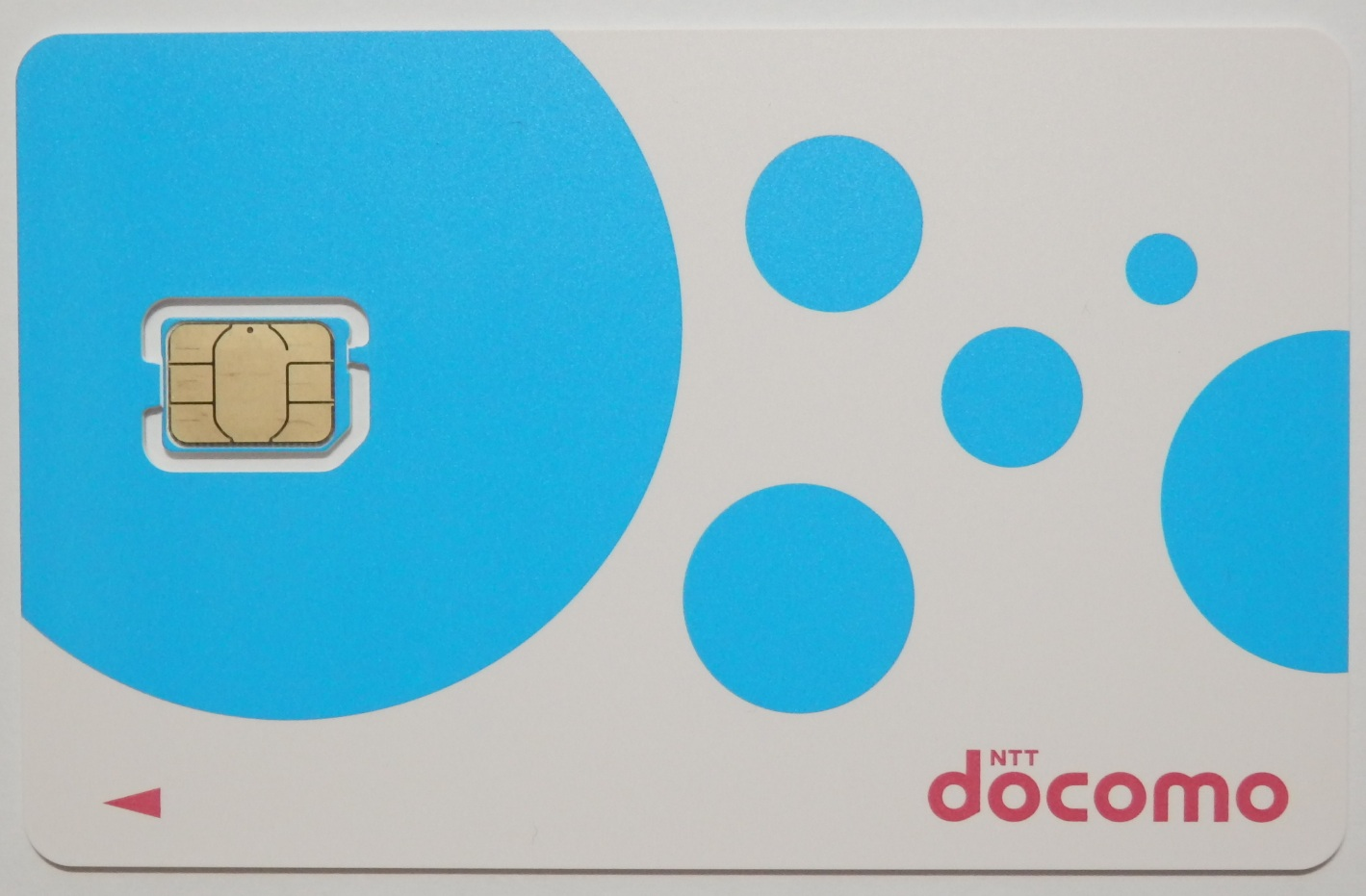
ドコモnanoUIMカード AX06n
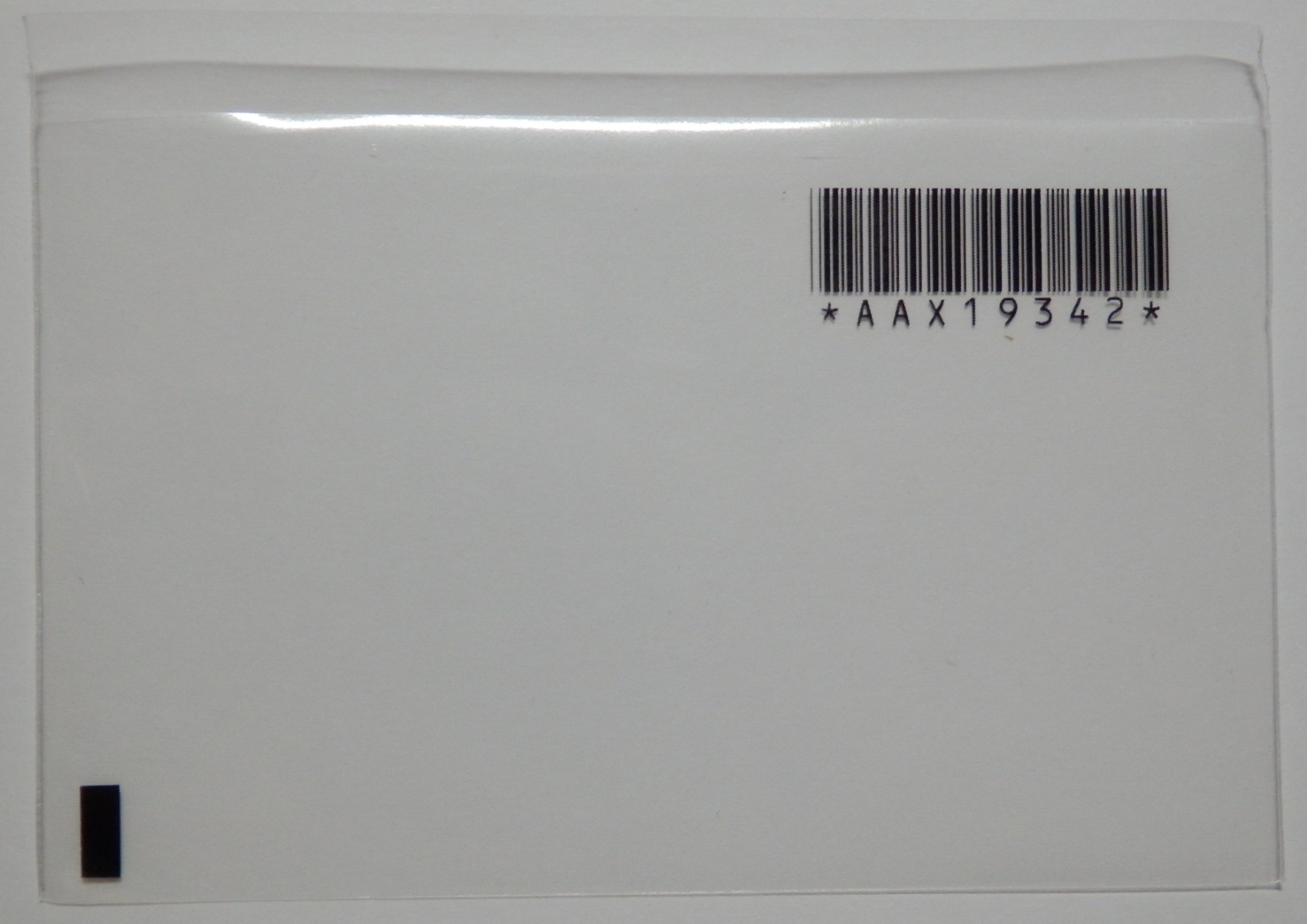
AX06n SIMカードスリーブ

Ver.6 MVNO用カード
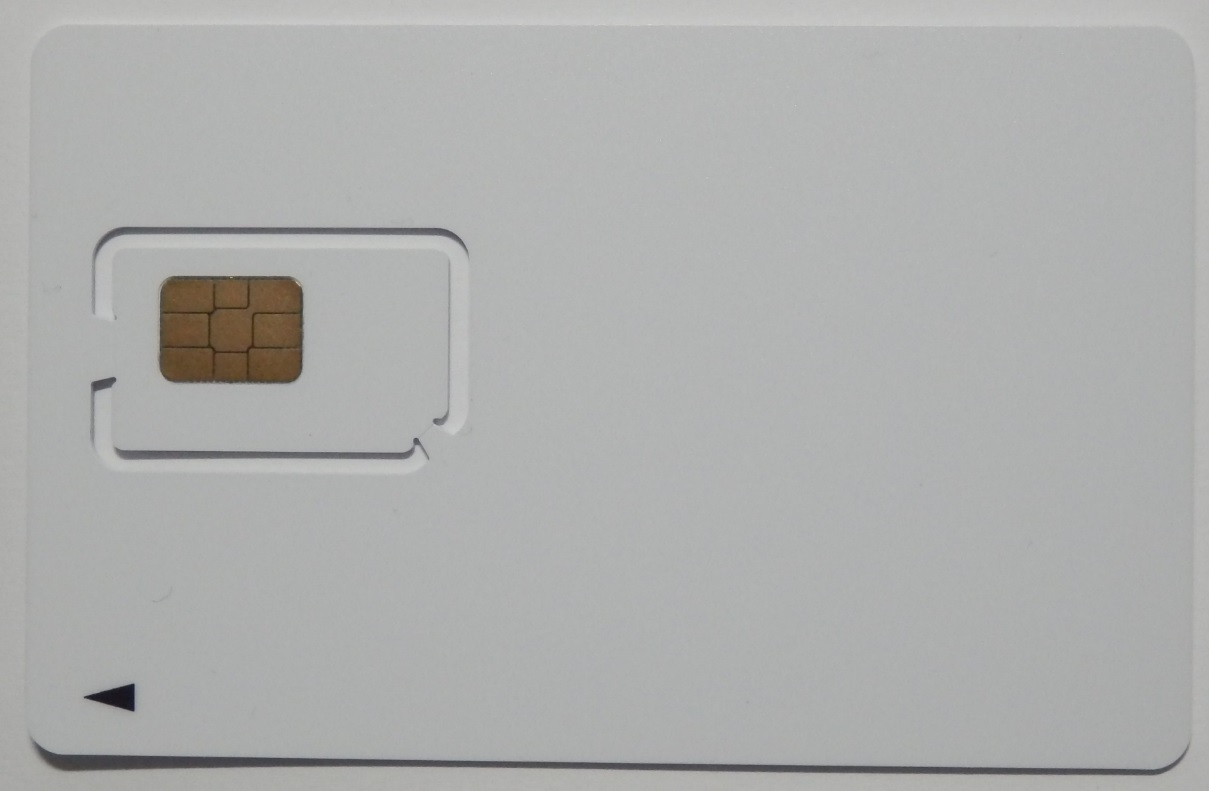
DN06(V)表面
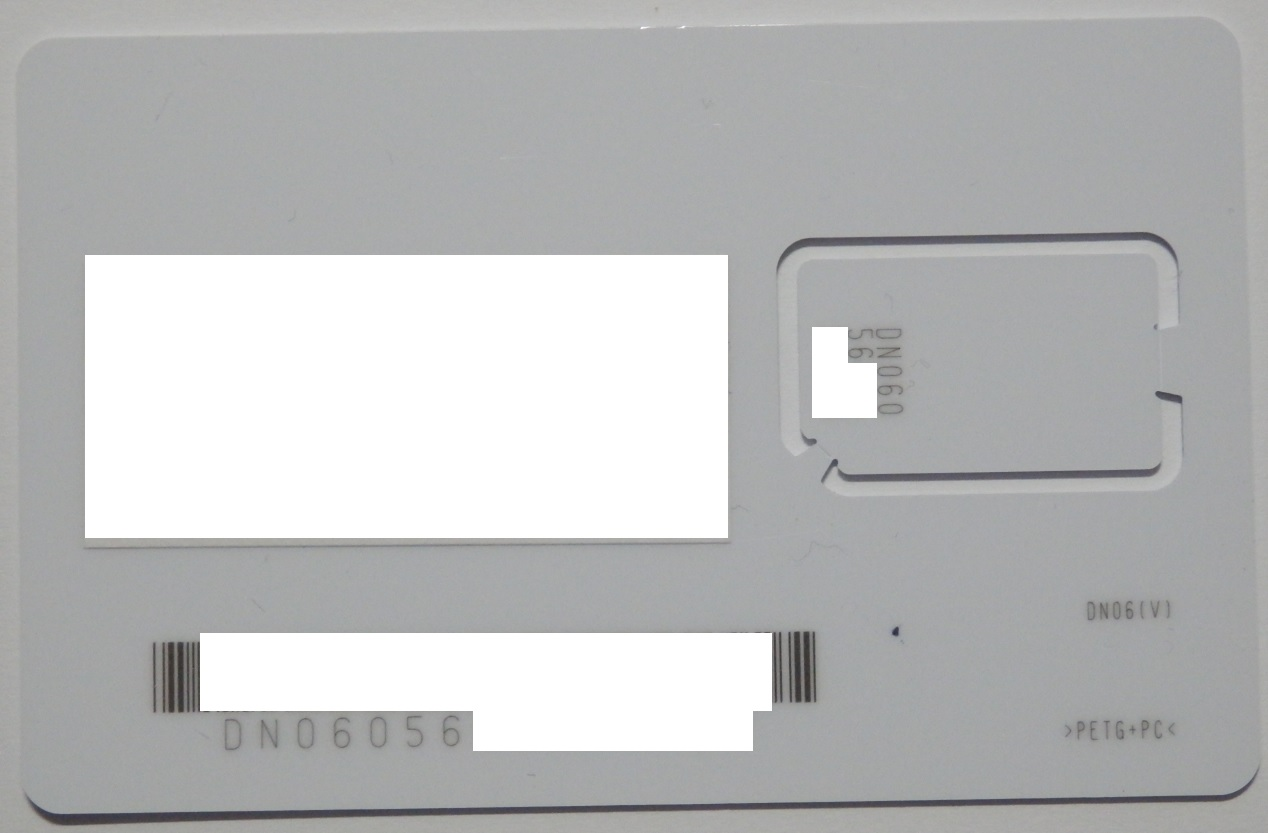
DN06(V)裏面
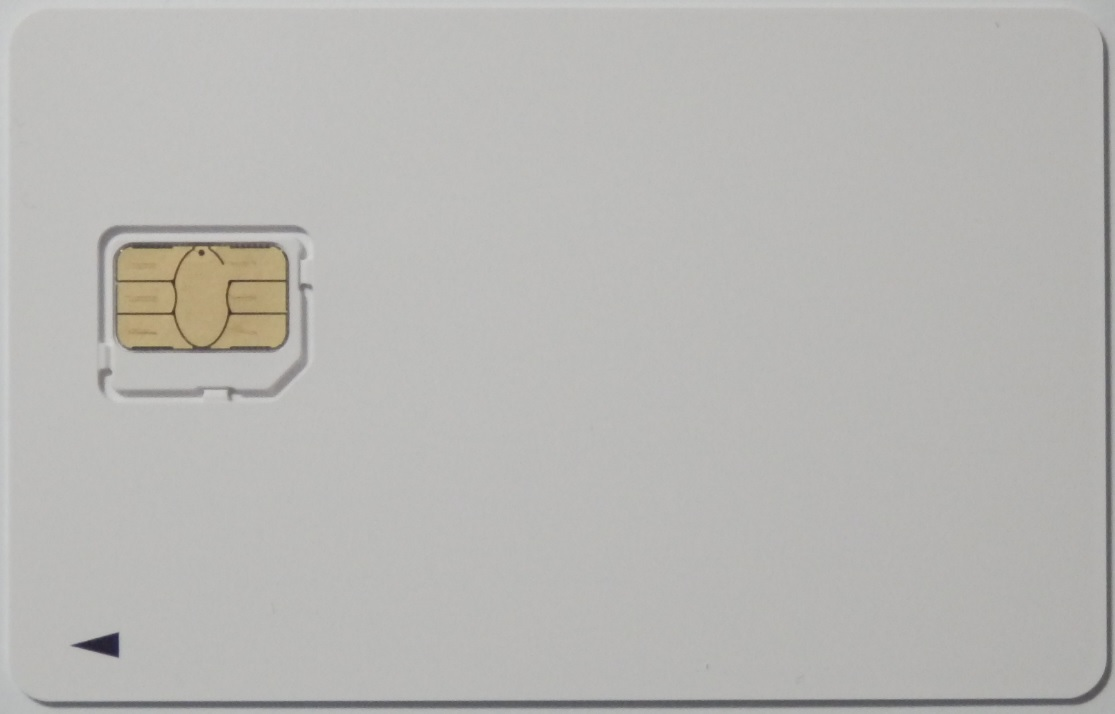
AX06m(V)表面
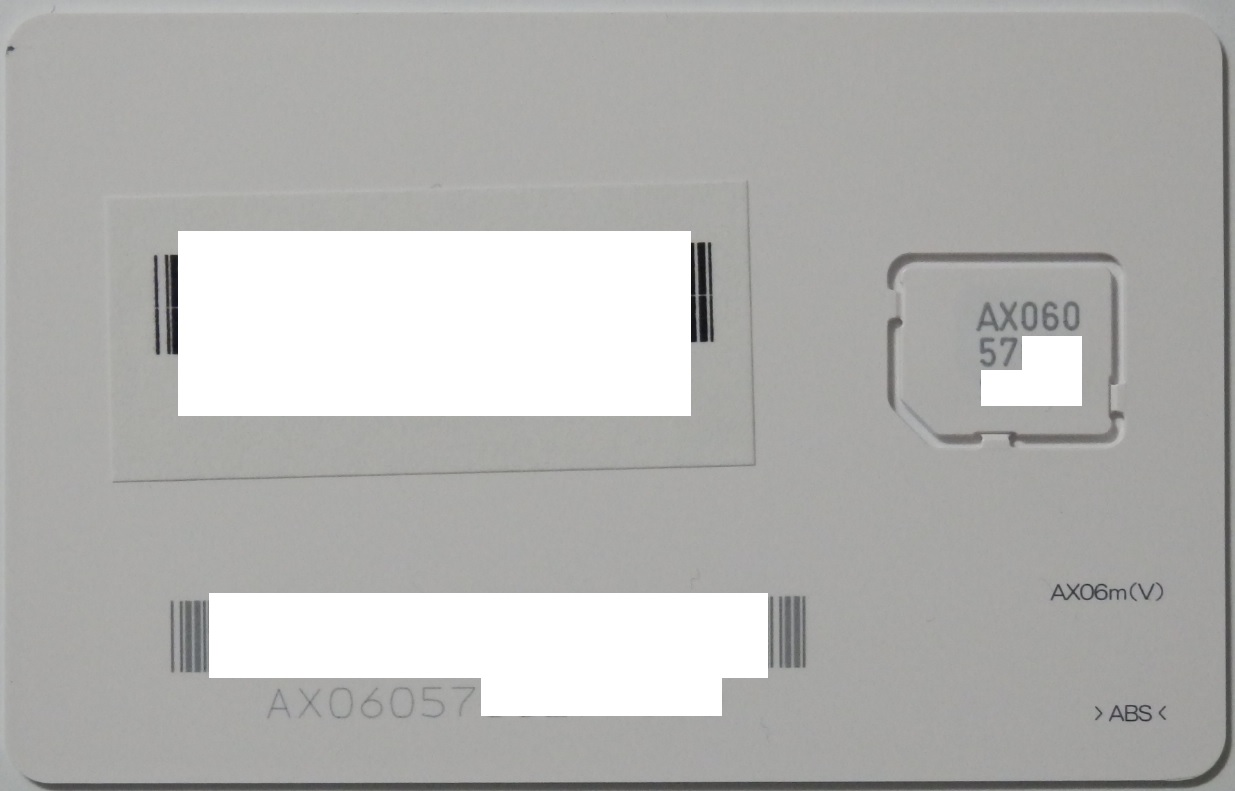
AX06m(V)裏面
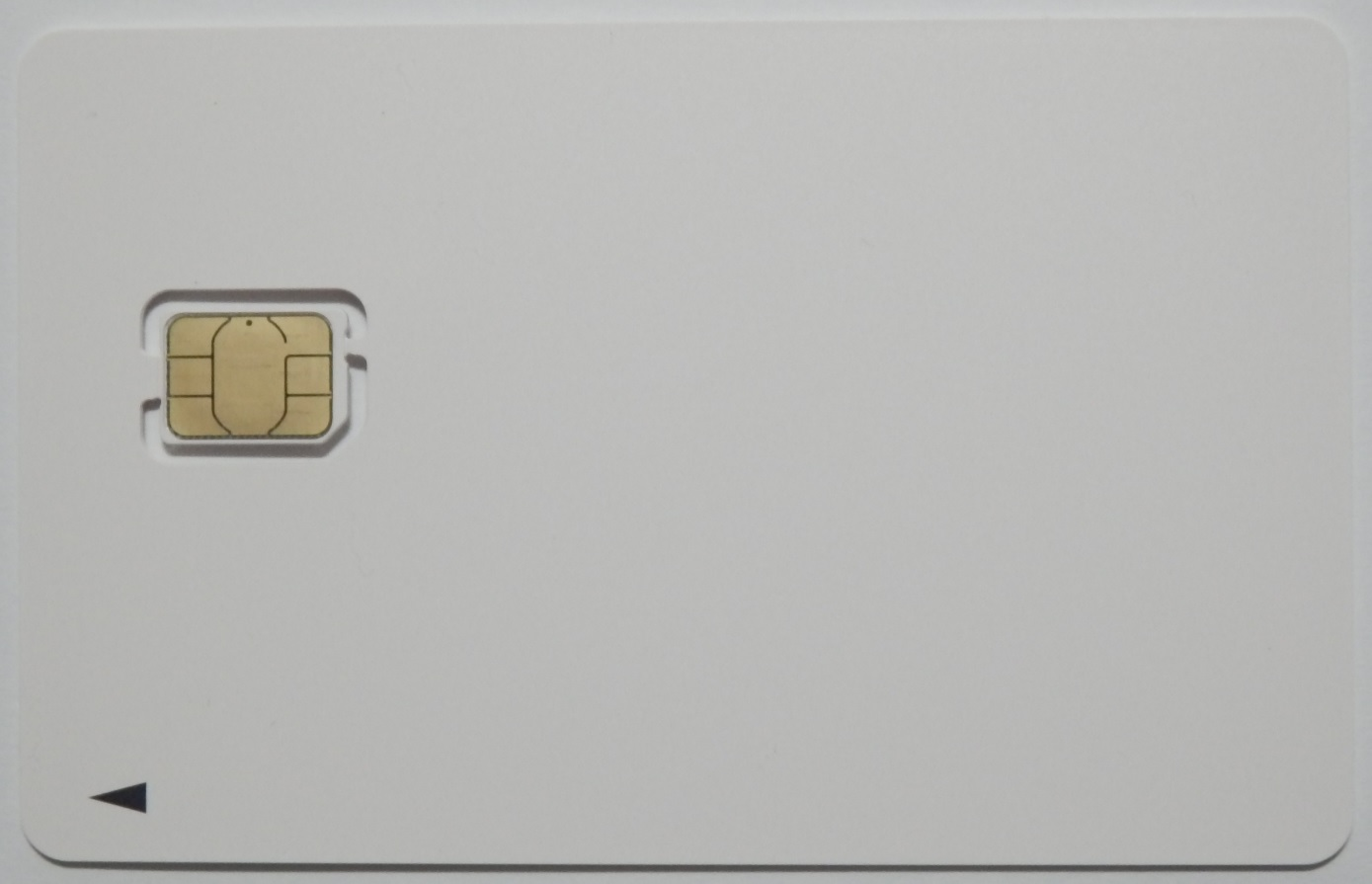
AX06n(V)表面
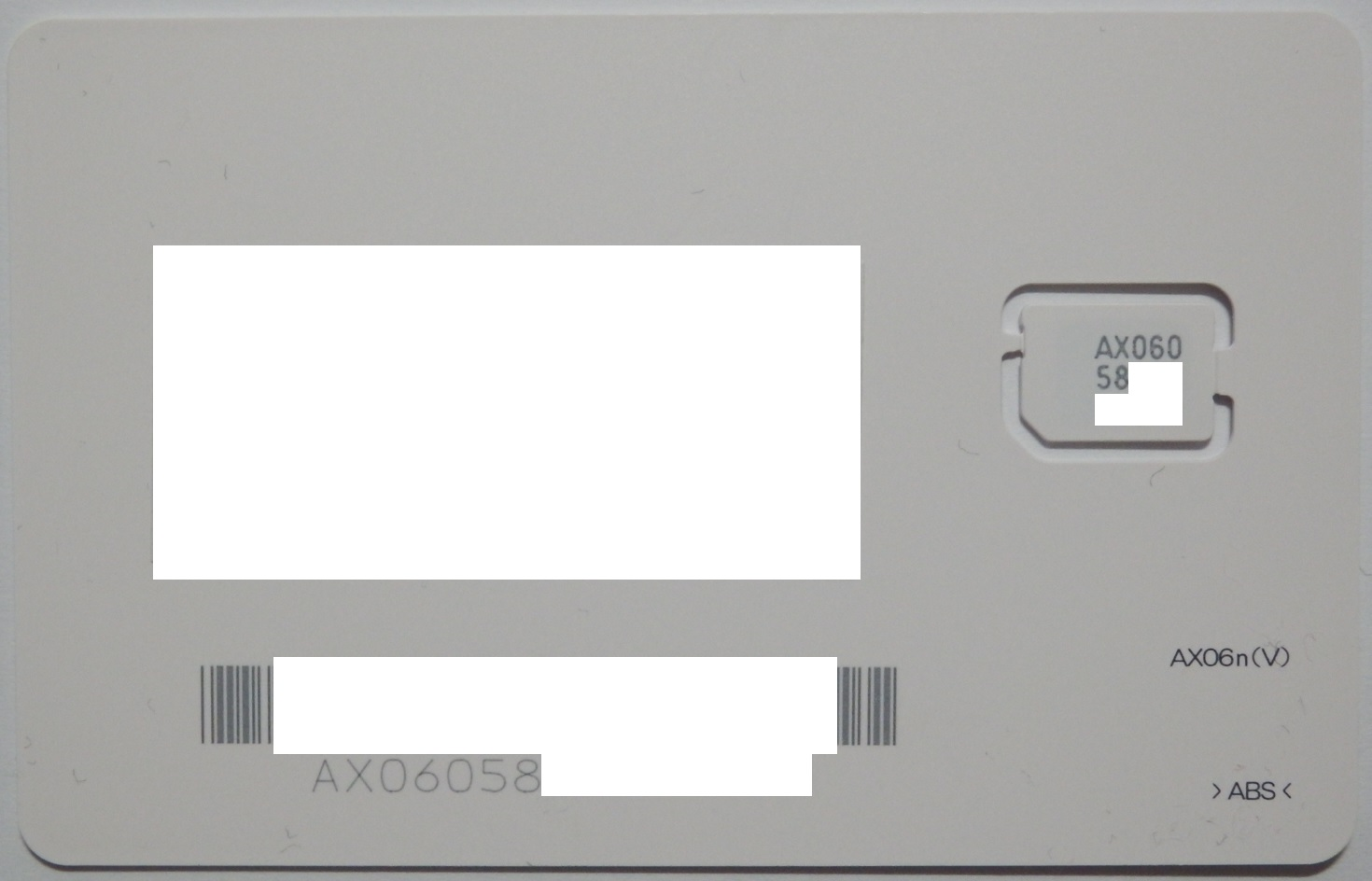
AX06n(V)裏面
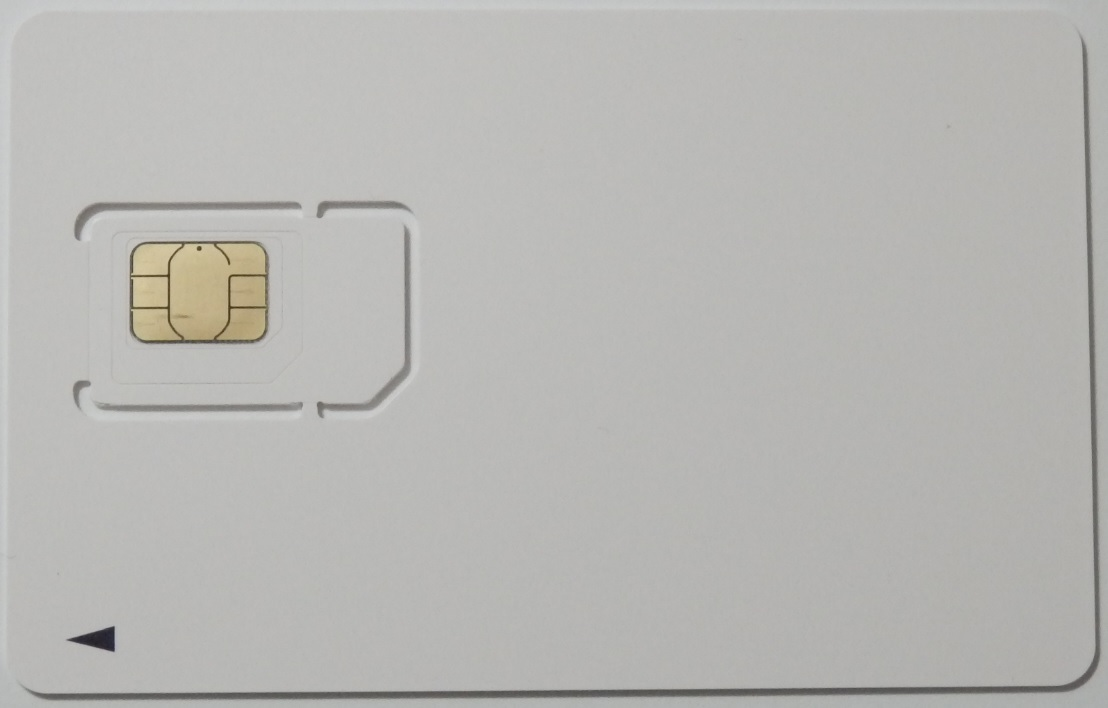
AX06c(V)表面
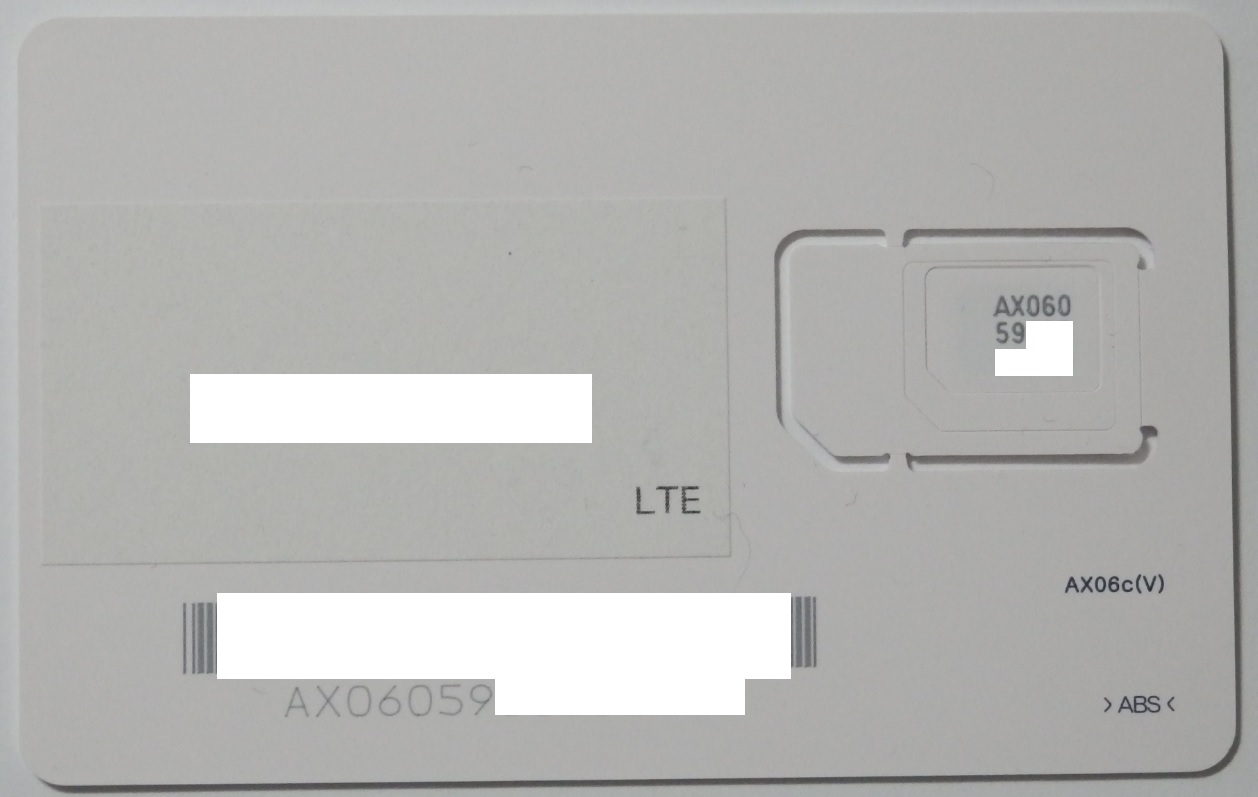
AX06c(V)裏面

ahamoUIMカード
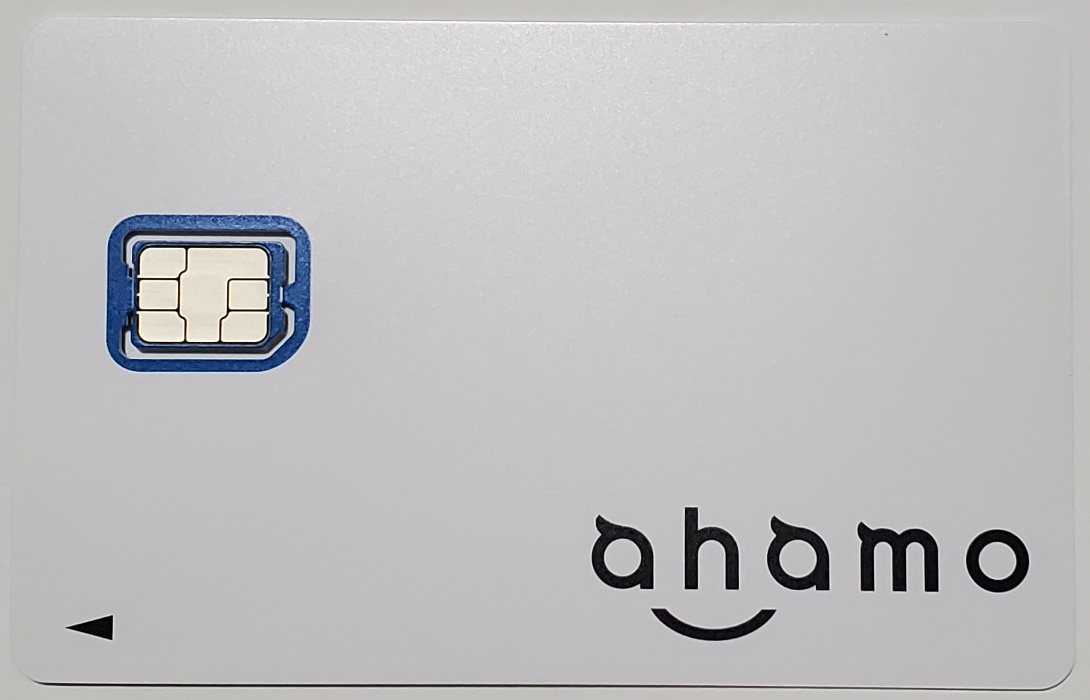
ahamoUIMカード GD01表面
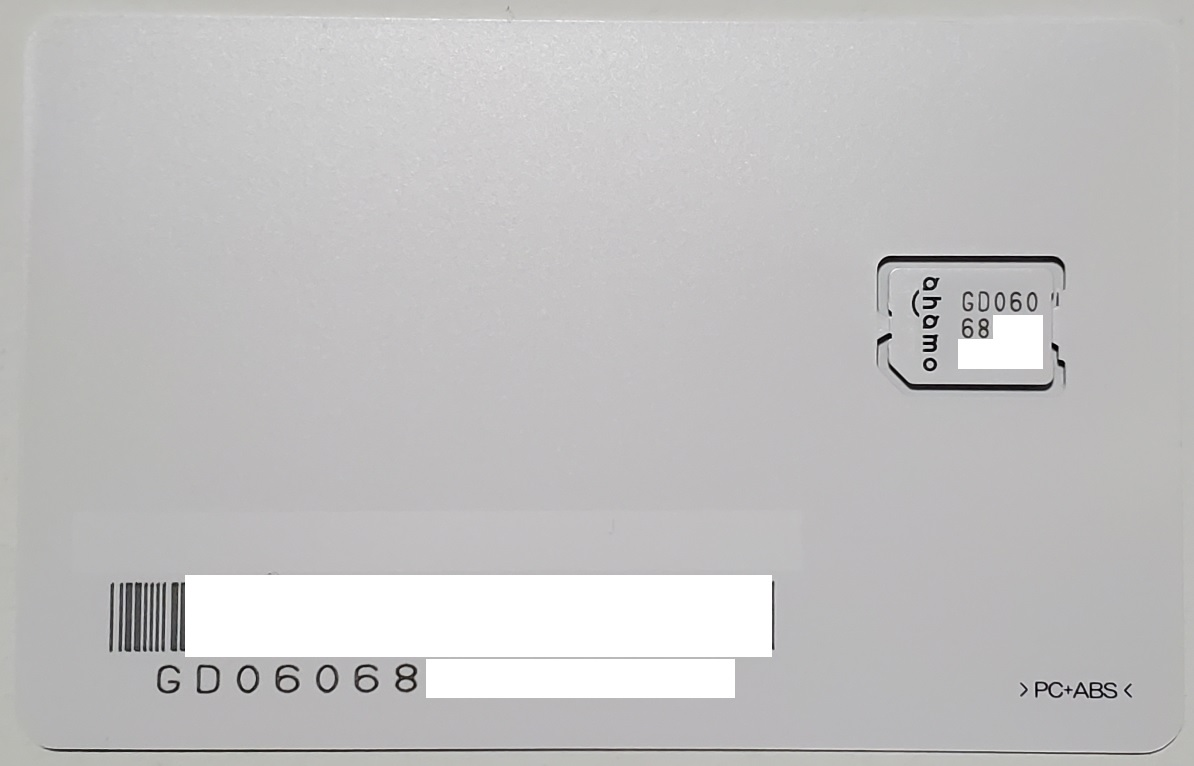
ahamoUIMカード GD01裏面
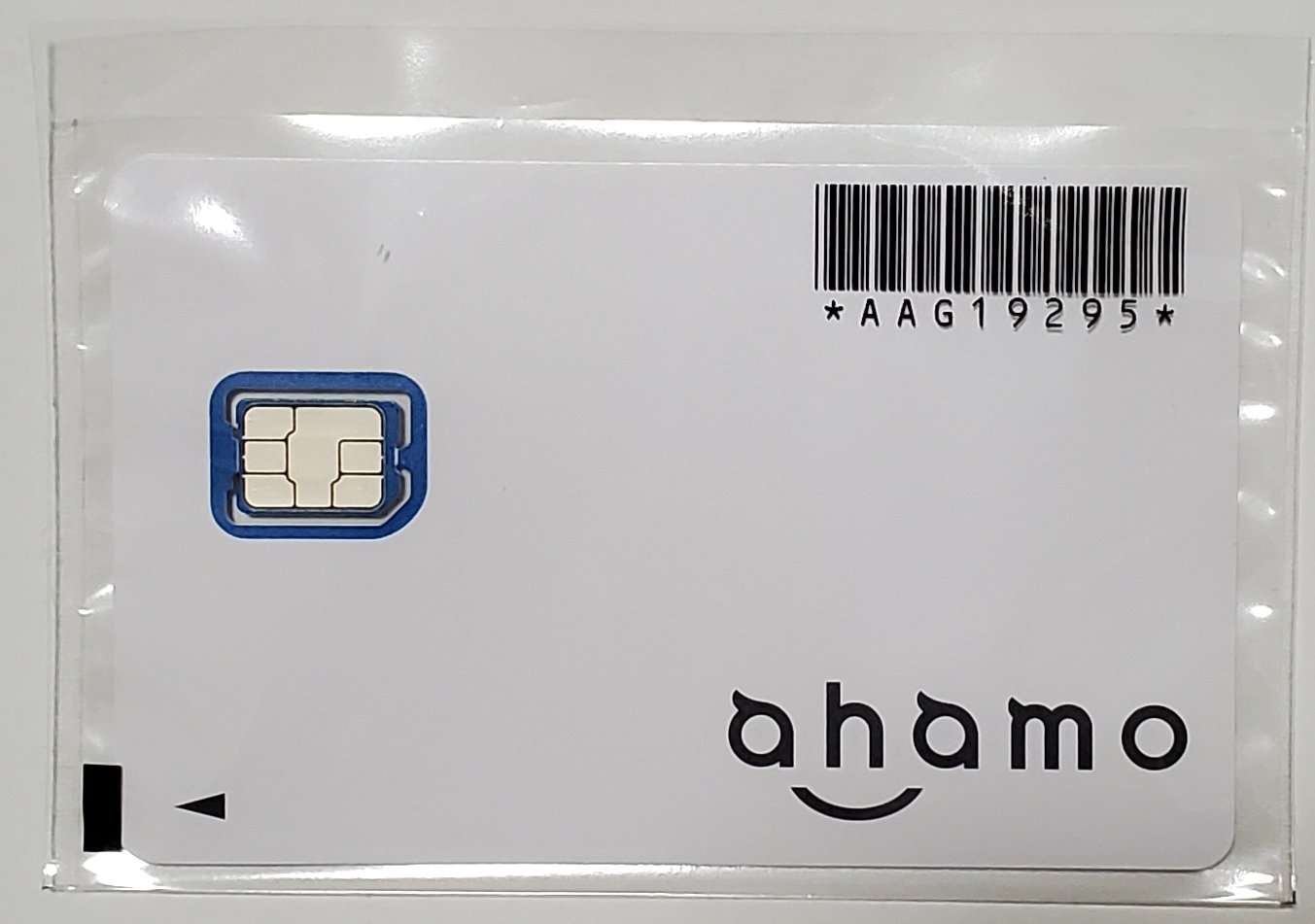
ahamoUIMカード GD01スリーブケース

## カードのバージョンにより使用できないサービス・端末
以前のFOMAカードでは、使用できないサービス・端末が存在する。サービスを受ける際、端末を変更した際に、ドコモショップにて無償でカードの交換が可能である。
- 国際ローミングサービス (WORLD WING)（緑色カード以降が必要）
- SIMPURE Nなどの一部の端末（一部の海外事業者ネットワークにおいて、圏外表示のままになる）[8]
- BlackBerry Boldなど一部の端末（一部海外事業者にて通話、通信ができなくなることがある、白色カード以降が必要）
- 2009年冬モデル以降の一部の端末（緑色カード以降が必要）[9]
- Xi対応端末での利用の場合は、赤色カード以降が必要。
- NFC（FeliCa搭載）対応端末でのTypeA／B方式サービス利用の場合は、ピンク色カード以降が必要。
- 5G SAサービスの利用にはAndroidの場合はVer.6以降、iPhone・iPadの場合はVer.7のUIMカードまたはeSIMが必要。

## FOMAカード不正通話事件
2006年11月23日、NTTドコモは解約された携帯電話から抜き出したFOMAカードを別の携帯電話に差し込んで通話するという不正利用があることを明らかにした。23日現在6件が確認されており、通話料は計26万円に上るという。

### 事件の概要
2005年9月から06年2月までに、すでに解約された利用者から「解約した携帯電話の利用料金請求がくる」「知人に電話をかけたら外国人が出た」との問い合わせがあり、調べたところ合計6人、不正利用場所は中国・フィリピン・ガーナの3か国であることがわかった。被害額は計約26万円、事件発覚後被害額を返還している。

### 事件の原因
通常FOMAで通話する場合、ネットワーク側が端末の電話番号と、FOMAカードに割り当てられた15桁のIMUI（識別番号）・暗号情報の計3点を認証する必要があるが、今回はドコモと相互接続の契約を結んでいた3か国の電話会社が、識別番号一点のみだけで認証する設定だったために、解約済みのFOMAカードでも通話ができたという。
またドコモでは、解約されたIMUI（識別番号）は2年程度で再利用されているためこのようなこととなった。

### クローン携帯
これまで、ドコモ・au・ソフトバンクモバイルは、ユーザーが使う携帯以外に他の者が同一番号を使ういわゆる「クローン携帯」の製作に関して、「技術的には可能だが、現実には不可能」というのが公式の見解であり、今回「他者が同一番号を使用する」という事実はあったが今後もこの見解を変える予定はない（ユーザー側によってIMUIそのものが偽造できた事例ではないため）。
なお、ドコモは同年2月国内システムを改修しており、当面の間は解約されたカードのIMUI（識別番号）は再利用せず使い捨てにする方針にするとのアナウンスがされている。
紛失による再発行後に見つかった場合や、MNP出戻りで旧カードを返却していない場合も、同一の電話番号情報を持つカード（いわゆる灰SIM）が存在するが、古いカードは同様の理由により使用不可能である。